# 福本清三
福本 清三（ふくもと せいぞう、本名：橋本 清三〈はしもと せいぞう〉、1943年〈昭和18年〉2月3日 - 2021年〈令和3年〉1月1日）は、日本の俳優・タレント。兵庫県城崎郡香住町出身。東映剣会所属。
50年以上にわたり、時代劇・現代劇を問わず「日本一の斬られ役・殺され役」を演じてきたことから、「5万回斬られた男」の異名を持つ。愛称：福ちゃん、先生。血液型はB型。

## 来歴
6人兄弟の三男（5番目）として生まれる。
中学校卒業後、親類の経営する米穀店の後継ぎに据えられたが「まいど、おおきに」という挨拶をすることが恥ずかしく苦手であったことから、1958年に不動産屋を経営していた叔父の伝手で15歳で東映京都撮影所に入社し、いわゆる「大部屋俳優」となる。
20代後半ごろから斬られ役専門となり、東映京都や関連会社が制作したほぼ全ての時代劇に出演した。当時は京都撮影所に所属していたため、東映東京撮影所制作の映画やテレビ映画への出演は少なかった。アクション映画やヤクザ映画にも多数出演しており、『仁義なき戦い 広島死闘篇』では、撃たれた瞬間に座った状態から跳ね上がって死ぬシーンを、深作欣二が福本にゴムを装着させる予定をしていたものの、殺陣師が「体にバネがあるから必要ない」としてやめさせ、身体能力だけで演じた。
1978年の『柳生一族の陰謀』の裏柳生衆の一人・キタノでセミレギュラーに、1982年の『伊賀忍法帖』では敵役・魔界五人衆の一人・虚空坊に配役される。このころは、千葉真一率いるジャパンアクションクラブ (JAC) メンバーとの共演が多く、真田広之や志穂美悦子からの信頼が厚かった。
斬られ役のプロなので、他社製作の時代劇では『大江戸捜査網』では松方弘樹に呼ばれ、『新五捕物帳』では杉良太郎に呼ばれ『同心暁蘭之介』などにも出演している。『同心暁蘭之介』では杉が役を用意し、福本本人が初めての大きな役だったと自伝『おちおち死んでられまへん-斬られ役ハリウッドへ行く』で述べている。
定年直前の2002年に『ラスト サムライ』に出演し、主人公から何度話しかけられても返答しない寡黙なサムライに扮した。最後の戦いで戦死するシーンは、いままで培ってきた斬られ役としての演技力を生かし、迫力ある「死に方」を見せた。同作品の英語版公式サイトでは「kirareyaku（斬られ役）」として活動していることが明記されている。
2003年に東映を定年となったが、その後も嘱託というかたちで東映に籍を置いたまま俳優業を続けており、活動の幅をさらに拡げた。『ラスト サムライ』で共演したトム・クルーズからは、「定年で辞めるなんてもったいない、ぜひハリウッドにおいでよ」と声をかけられている。2006年には『功名が辻』から出演のオファーを受け、ここでも斬られ役としての技量を披露した。2010年には『仮面ライダーW』の劇中劇『風の左平次』に悪役として登場し、劇中劇を本格的時代劇に見せる演出に一役買っている。翌2011年の仮面ライダー生誕40周年記念作品の『オーズ・電王・オールライダー レッツゴー仮面ライダー』では金田治の推薦により、ショッカーの大幹部ブラック将軍を演じた。
2014年の『太秦ライムライト』では「斬られ役一筋のベテラン俳優」役で初主演を務め、第18回ファンタジア国際映画祭において日本人初となる主演男優賞を受賞し、同時に歴代最年長受賞記録を更新した。
2021年1月1日午後5時26分、肺がんのため、京都市内の自宅で死去。77歳没。同年の『CHAIN チェイン』が最後の出演作となった。

## 人物
東映剣会のメンバーで、斬られ役がハリウッド映画に出演したことは他の大部屋俳優や無名俳優の憧れの的になっており、「たとえ華やかな仕事でなくても、真面目にコツコツと働いていれば、いつかは評価される」と、福本の名前を挙げる評論家や教育関係者もいる（2012年度の中学3年生用の道徳の副読本『キラリ☆道徳』〈正進社〉に福本本人のエッセイが採用された）。多少台詞がある役をキャスティングされたりキャスト名に名前が載っても、一貫して「その他大勢」の役者にこだわり続けており、著書などでは「代表作なし」としている。また少しでも画面に残りたいという役者根性から「斬られる」ことの研究も怠らず、「海老反り斬られ」など見る者に強烈な印象を与える「死に方」を日々模索していたという。
その名が最初に認知されたのは『アフタヌーンショー』内での特集コーナーにおいて、斬られ役の大部屋俳優の一人として、名前入りで密着取材されたことである。1990年代中ごろ以降から、新聞の読者投書欄やインターネットの普及に伴いインターネット上に形成された時代劇関係のコミュニティやBBSにおいて、「あの斬られ役は何者でしょう?」というかたちで話題にされることが多くなった。ネットコミュニティ等では「福ちゃん」「先生」「福本先生」と呼ばれることが多い。由来は時代劇で、福本の分身ともいうべき用心棒の浪人が雇い主の悪徳商人から「先生！」と呼ばれ（そしてすぐに斬られ）るところから来ているとみられる。ほりのぶゆきによる時代劇のパロディ漫画である『江戸むらさき特急』『もののふの記』においても、作中に登場する用心棒が福本を模して描かれている。
悪役や剣客を演じる際には、テープで目尻を吊り上げ、顔つきを鋭く見せる独特のメイクを自ら施すのが通例である。1970年代から1980年代にかけての刑事ドラマでも凶悪犯役あるいは端役の刑事役などを演じている。
時代劇出演がないか経験少ない俳優が、太秦での時代劇撮影する際は、和服を着た際の所作や殺陣などの演技指導を行っており、感謝・尊敬されることが多い。教えを受けた役者は多く、一例で『イケメン新撰組』で共演した村上幸平は「『斬る』というのは『殺す』ということ。殺陣ではその位の殺気を込めるように」と指導され感銘を受けたとのちに雑誌のインタビューで語っている。
京都市右京区太秦の東映京都撮影所の近くに自宅があり、撮影所に隣接する東映太秦映画村では福本の名を冠した時代劇ショーが上演されていたことがある。

## 『探偵!ナイトスクープ』と『徹子の部屋』
知名度を一気に高めるきっかけとなったのは、1992年6月5日の『探偵!ナイトスクープ』への出演である（2007年12月発売のDVD8巻に収録）。
時代劇でいつも斬られ続ける福本の存在が非常に気になっていた視聴者から「あの斬られ役は誰？できれば『徹子の部屋』に出演させてあげたい！」という依頼が寄せられた。しかし、当時無名であった福本をいきなり番組に出演させることは無理があった。そこでスタッフは『徹子の部屋』のセットを借りて、探偵の落語家桂小枝が黒柳徹子に扮して、福本を『偽・徹子の部屋』に“出演”させたが、ロケ中、偶然「本物の」黒柳徹子が現場に現れ状況が一変した。「日本一の斬られ役」という裏方の仕事に興味を持った黒柳が、その場にいた福本に話を聞いているうちに、是非とも自分の番組内でこの人の話を聞いてみたいという方向に話が進んだ。こうして1992年9月24日に本物の『徹子の部屋』への出演を果たした。
その後福本は、2005年7月8日放送の『探偵!ナイトスクープアカデミー大賞2005』のオープニングに、同番組のレギュラー陣らとともに出演し、その際に、「映画『ラスト サムライ』であのトム・クルーズと共演した福本清三さんだ！」と実況され、刀で斬る真似をし「斬った！斬りました!!これがハリウッド帰りの切れ味だ！」と実況の川下大洋に表現された。
同番組では、時代劇に関わる依頼で探偵と依頼者が太秦の映画村を訪れた際に、殺陣の作法等の指南役として登場する機会があった。そのときも福本のトレードマークである「素浪人」の姿で登場していた。

## 受賞
- 第27回日本アカデミー賞 協会特別賞[12]
- 第6回 おおさかシネマフェスティバル日本映画部門 特別賞
- 第21回東京スポーツ映画大賞 特別賞[13]
- 第68回毎日映画コンクール 特別賞[14]
- 第18回ファンタジア国際映画祭 主演男優賞[2]
- 第27回日刊スポーツ映画大賞・石原裕次郎賞 石原裕次郎特別功労賞[15]
- 第33回（2014年度）京都府文化賞 功労賞

## 出演

### 映画
- 十兵衛暗殺剣（1964年10月14日）- 湖賊
- いれずみ判官（1965年）
- 主水之介三番勝負（1965年）
- 忍法忠臣蔵（1965年） - 浪打大之進
- 十七人の忍者 大血戦（1966年）
- 丹下左膳 飛燕居合斬り（1966年） - 大垣
- 冒険大活劇 黄金の盗賊（1966年） - 足軽頭
- 怪竜大決戦（1966年） - 忍者
- 銭形平次（1967年、東映） - 極楽河岸のごろつき
- 江戸川乱歩全集 恐怖奇形人間（1969年）
- 五人の賞金稼ぎ（1969年） - 白河小笹
- 人斬り観音唄（1970年）
- 関東テキヤ一家 喧嘩火祭り（1971年） - 槌田の子分
- 極道罷り通る（1972年）
- まむしの兄弟シリーズ
  - まむしの兄弟 懲役十三回（1972年） - 子分
  - まむしの兄弟 刑務所暮し四年半（1973年2月17日） - 桂
  - まむしの兄弟 恐喝三億円（1973年9月1日） - 安竹組組員
  - まむしの兄弟 二人合わせて30犯（1974年3月1日） - 加賀組組員
- 緋ぢりめん博徒（1972年） - 三次
- ヤングおー!おー! 日本のジョウシキでーす!（1973年）
- ポルノ時代劇 忘八武士道（1973年）
- やくざ対Gメン 囮（1973年）
- 仁義なき戦いシリーズ
  - 仁義なき戦い（1973年） - 下中隆次（福本清二表記）
  - 仁義なき戦い 広島死闘篇（1973年） - 大友組組員
  - 仁義なき戦い 代理戦争（1973年） - 村岡組組員
  - 仁義なき戦い 頂上作戦（1974年） - 山崎恒彦
  - 新仁義なき戦い 組長の首（1975年） - 松本
  - 新仁義なき戦い 組長最後の日（1976年） - 坂本組組員
  - その後の仁義なき戦い（1979年） - 金光元
  - 新・仁義なき戦い（2000年）
- 現代任侠史（1973年）
- 殺人拳シリーズ（1974年）
  - 激突! 殺人拳 - 牟田口の手下B
  - 殺人拳2 - 太田黒の配下A
  - 逆襲! 殺人拳 - 権藤
- 山口組外伝 九州進攻作戦（1974年） - ヒットマン
- ザ・カラテシリーズ
  - ザ・カラテ（1974年） - 赤間
  - ザ・カラテ2（1974年） - 鬼神流門弟
  - ザ・カラテ3 電光石火（1975年） - 沼倉
- 三代目襲名（1974年） - 三国人聯盟の一人
- 極悪拳法（1974年） - 陳
- ジーンズブルース 明日なき無頼派（1974年） - 竹村清
- 下苅り半次郎 （秘）観音を探せ（1975年） - 忍者
- 強盗放火殺人囚（1975年） - 刑務所の看守
- 日本任侠道 激突篇（1975年）
- 日本暴力列島 京阪神殺しの軍団（1975年） - 天正会組員
- 資金源強奪（1975年） - 羽田組組員
- 五月みどりのかまきり夫人の告白（1975年） - 影の男（福本清二表記）
- 実録外伝 大阪電撃作戦（1976年） - 松平
- 沖縄やくざ戦争（1976年） - 中里の子分
- 広島仁義 人質奪回作戦（1976年） - 神和連合会組員
- くノ一忍法 観音開き（1976年）
- バカ政ホラ政トッパ政（1976年） - インディアン竹
- やくざの墓場 くちなしの花（1976年） - 西畑
- やくざ戦争 日本の首領（1977年） - 黒江準
- 毒婦お伝と首切り浅（1977年） - 刑事A
- 北陸代理戦争（1977年） - 押坂仙吉
- 恐竜・怪鳥の伝説（1977年）
- ドーベルマン刑事（1977年） - 黄
- 日本の首領 野望篇（1977年） - 小林信男
- 柳生一族の陰謀（1978年） - フチカリ
- 宇宙からのメッセージ（1978年） - ガバナス帝国兵士、ジルーシア帆船操舵士
- 冬の華（1978年） - 新興勢力の子分
- 沖縄10年戦争（1978年）
- 赤穂城断絶（1978年） - 密偵
- 水戸黄門（1978年） - 刺客
- 地獄（1979年） - メカニック
- 真田幸村の謀略（1979年） - 疾風
- 日本の黒幕（1979年） - 中橋亘
- 徳川一族の崩壊（1980年） - 松浦亀太郎
- 吼えろ鉄拳（1981年） - 崔斗憲
- 魔界転生（1981年） - 甲賀忍者
- 蒲田行進曲（1982年） - 大部屋時代劇役者
- 制覇（1982年） - 栗原浩次
- 鬼龍院花子の生涯（1982年） - 疾風
- 野獣刑事（1982年） - 石川の手下
- 伊賀忍法帖（1982年） - 虚空坊
- 里見八犬伝（1983年） - 代官家来
- 修羅の群れ（1984年）
- 北の螢（1984年） - 囚人
- 夢千代日記（1985年） - 座員
- 大奥十八景（1986年） - 太刀丸
- 極道の妻たちシリーズ
  - 極道の妻たち（1986年） - 富田満男
  - 新極道の妻たち 惚れたら地獄（1994年）
  - 極道の妻たち 赫い絆（1995年）
  - 極道の妻たち 死んで貰います（1999年）（ノンクレジット）
  - 極道の妻たち リベンジ（2000年）
- 道（1986年）
- 肉体の門（1988年）
- 将軍家光の乱心 激突（1989年）
- おもちゃ（1998年） - 刑事
- RED SHADOW 赤影（2001年） - 笹井一麿
- 千年の恋 ひかる源氏物語（2002年）
- ぼくんち（2003年）
- ラスト サムライ（2003年） - 寡黙なサムライ[16]
- 丹下左膳 百万両の壺（2004年）
- カーテンコール（2005年） - 映写技師
- バルトの楽園（2006年） - 警察官
- 茶々 天涯の貴妃（2007年）
- 炎神戦隊ゴーオンジャー BUNBUN!BANBAN!劇場BANG!!（2008年） - サムライワールドの侍
- 火天の城（2009年）
- 桜田門外ノ変（2010年） - 漁師
- 大奥（2010年）
- 最後の忠臣蔵（2010年） - 吉良上野介
- 仮面ライダーシリーズ
  - オーズ・電王・オールライダー レッツゴー仮面ライダー（2011年） - ブラック将軍
  - 劇場版 仮面ライダーオーズ WONDERFUL 将軍と21のコアメダル（2011年）
- あかり（2012年） ※短編映画
- 北のカナリアたち（2012年） - 信人の祖父
- 太秦ヤコペッティ（2013年）
- 彌勒 MIROKU（2013年）
- 利休にたずねよ（2013年）
- 大阪蛇道 Snake of Violence（2013年）
- 父のこころ（2014年）
- 太秦ライムライト（2014年7月12日公開、監督：落合賢、リバー / ELEVEN ARTS） - 主演・香美山清一 役[17][18]
- ジャッジ!（2014年） - 謎の老人
- 幕末高校生（2014年）
- 木屋町DARUMA（2015年）
- 日本のいちばん長い日（2015年） - 鈴木孝雄
- 時代劇は死なず ちゃんばら美学考（中島貞夫監督、2015年）
- 超高速!参勤交代 リターンズ（2016年）[19]
- ごはん（2017年） - 西山老人
- 無限の住人（2017年）
- パンク侍、斬られて候（2018年） - オサムの祖父
- 栞（2018年） - 雅哉の祖父
- この道（2019年）
- 多十郎殉愛記（2019年）
- GOZEN純恋の剣（2019年）
- 葬式の名人（2019年） - 若頭
- 108〜海馬五郎の復讐と冒険〜（2019年）
- CHAIN/チェイン（2021年） - 美濃の侠客・水野弥三郎[20]

### テレビ作品
- 新選組血風録 第7話「菊一文字」（1965年、NET / 東映京都テレビプロ） - 戸沢の配下
- 銭形平次
  - 銭形平次（大川橋蔵シリーズ）（1966年 - 1984年、フジテレビ / 東映京都テレビプロ → 東映）
    - 第108話「腐れ縁」 - 与一
    - 第524話「あの日雨の日」 - やくざ ※福本清二表記
    - 第530話「風前の灯」 - 人足 ※福本清二表記
    - 第570話「明神下に来た女」 - 安吉
    - 第572話「むささび小僧」 - 仙造
    - 第627話「兇悪犯護送」
    - 第650話「十手無情」 - ならず者
    - 第655話「他人が泣いてくれた」
    - 第679話「ふたりの女」 - チンピラ
    - 第696話「初手柄のんびり同心」 - 遊び人
    - 第713話「大江戸大地震」
    - 第736話「闇の商人」 - 由松
    - 第741話「負けるな父」 - 源次
    - 第744話「祭囃子に金が降る」 - 伝蔵
    - 第758話「黄金は白銀に散った」 - 政吉
    - 第759話「浮き世がからんだ一番富」 - 船頭
    - 第783話「甦った十手」 - 紋次
    - 第789話「死罪を願う女」 - 仙次
    - 第794話「危うし亀沢十二万石」 - 薬売り
    - 第811話「必殺千鳥鉄」 - 寸鉄の粂造
    - 第813話「おしゃまな妖精」 - 政吉
    - 第824話「古井戸の黄金」 - 盗賊
    - 第843話「十五年目の春」 - 浪人
    - 第852話「逆転」 - 小助
    - 第865話「大江戸銃撃戦」 - 弥助
    - 第885話「平次隠密軍団」 - 辰五郎一家の子分

  - 銭形平次（北大路欣也シリーズ）（1991年 - 1994年、フジテレビ / 東映）
    - 第1シリーズ 第13話「大捕物」（1991年） - 勘七
    - 第2シリーズ
      - 第1話「黒衣の笛」（1992年）
      - 第8話「幻の二万両」（1992年） - 中間

    - 第3シリーズ 第13話「満月の夜の惨劇」（1993年）
    - 第4シリーズ
      - 第14話「偽りの過去」（1994年）
      - 第16話「消えた兇器」（1994年）
- 仮面の忍者 赤影 （1967年、関西テレビ / 東映）
- 俺は用心棒 第3話「昏い渦巻」（1967年、NET / 東映京都テレビプロ）
- 待っていた用心棒 第9話「関所越え」（1968年、NET / 東映京都テレビプロ） - 関所番の役人
- 大奥シリーズ
  - 大奥 （1968年、関西テレビ / 東映）
  - 大奥 （1983年 - 1984年、関西テレビ / 東映）
    - 第19話「姑は猫千匹」 - 伊賀者
    - 第47話「年上の佳人」 - 吉田松陰
    - 第50話「動乱に挑む女」

  - 大奥〜第一章〜（2004年、フジテレビ / 東映） - 斎藤利三
  - 大奥 第一部〜最凶の女〜（2016年、フジテレビ / 東映） - 一橋治済
- 素浪人 花山大吉（NET / 東映）
  - 第18話「渦まで左に巻いていた」（1969年） - 大吉に斬りかかった男
  - 第44話「おいらの父ちゃんカモだった」（1969年） - 黒磯一家の子分
- あゝ忠臣蔵（1969年、関西テレビ / 東映）
  - 第28話「吉良上野介を襲撃せよ」 - 上杉家家臣
  - 第38話「暁の勝鬨」 - 吉良家家臣
- 天を斬る 第22話「春の祈り」（1969年、NET / 東映） - 若侍 ※福本清二表記
- 水戸黄門（TBS / C.A.L）
  - 第1部（1969年 - 1970年）
    - 第2話「人生に涙あり -江戸-」（1969年8月11日） - 門番
    - 第11話「二人の黄門さま -伊賀-」（1969年10月13日） - 祭り太鼓の打ち手（町の若者）
    - 第13話「追いつめられて -境港-」（1969年10月27日） - 忍び
    - 第16話「命かけるとき -松江-」（1969年11月17日） - 月照寺の役人（警固の侍）
    - 第19話「どっこい生きてた湊川 -兵庫-」（1969年12月8日） - 金駒賭場のごろん棒（手下の浪人）
    - 第21話「子の刻登城 -高遠-」（1969年12月22日） - 高遠藩士

  - 第2部（1970年 - 1971年）
    - 第15話「叱られた黄門様 -山形-」（1971年1月4日） - 牢番
    - 第19話「浪人街の決斗 -諏訪-」（1971年2月1日） - 太鼓が乗った台車を押して現れる町衆の一人

  - 第3部（1971年 - 1972年）
    - 第1話「南から来た密使 -江戸-」（1971年11月29日） - 役人の下役
    - 第12話「消えた密書 -宮-」（1972年2月14日） - 百姓 → 捕り方（二役）
    - 第13話「死をかけた願い -桑名-」（1972年2月21日） - 九郎太の配下の忍び
    - 第15話「忍の掟 -伊賀上野-」（1972年3月6日） - 忍び

  - 第4部（1973年）
    - 第2話「天狗馬鹿 -忍-」（1973年1月29日）
    - 第30話「御用金強奪事件 -白河-」（1973年8月13日） - 丑蔵の子分

  - 第5部（1974年）
    - 第11話「弥七の幽霊 -福知山-」（1974年6月10日） - やくざ（赤鬼の子分）
    - 第18話「身がわり花嫁 -宇和島-」（1974年8月5日）
    - 第19話「親恋し娘巡礼 -今治-」（1974年8月12日） - 小野田の配下
    - 第21話「幽霊船の怪 -下関-」（1974年8月26日）
    - 第22話「八兵衛女難 -福岡-」（1974年9月2日） - 座の男衆
    - 第23話「野望の代償 -唐津-」（1974年9月9日） - 唐津藩士
    - 第24話「二人の御老公 -佐賀-」（1974年9月16日） - 慈悲小屋で人員整理をする役人
    - 第25話「黄門様爆発計画 -長崎-」（1974年9月23日） - 十海屋の手下

  - 第6部（1975年）
    - 第4話「わしは天下の大泥棒 -八代-」（1975年4月21日） - 郡奉行所の小者
    - 第11話「黄門さまの縁むすび -出雲-」（1975年6月9日） - 伊丹屋のチンピラ
    - 第13話「忍の女 -鳥取-」（1975年6月23日） - 旅芸人一座  → 甚内の手下 → 牢役人 → 捕り方（四役）
    - 第20話「若者の恋 -和歌山-」（1975年8月11日） - 根来の侍
    - 第28話「めぐり逢い -鎌倉-」（1975年10月6日） - やくざ配下
    - 第29話「黄門さまの頑固くらべ -木更津-」（1975年10月13日） - 辰五郎の手下

  - 第7部（1976年 - 1977年）
    - 第1話「水戸から消えた黄門様 -水戸・白河-」（1976年5月21日）
    - 第2話「姫君は偽者 -福島-」（1976年5月28日） - 鬼塚の配下
    - 第11話「津軽こぎん -弘前-」（1976年8月2日） - 烏帽子屋嘉兵衛の子分
    - 第19話「最上紅花恋の唄 -米沢-」（1976年9月27日） - 家臣
    - 第27話「真実に命をかけて -松本-」（1976年11月22日） - 槍衾の一員

  - 第8部（1977年 - 1978年）
    - 第1話「薩摩へ向う世直し旅 -江戸-」（1977年7月18日） - 忍び
    - 第8話「骨身に堪えた母の愛 -吉田-」（1977年9月5日） - 吉田藩家臣
    - 第21話「黄門さまも人の親 -高松-」（1977年12月5日） - 家臣
    - 第26話「うぐいす春風剣 -中津-」（1978年1月9日）
    - 第27話「熱湯に浸った悪い奴 -別府-」（1978年1月16日） - 叶屋の子分
    - 第28話「愛の奇蹟 -宮崎-」（1978年1月23日） - 捕り方
    - 第29話「妖雲晴れた桜島 -鹿児島-」（1978年1月30日） - 捕り方

  - 第9部（1978年 - 1979年）
    - 第6話「恐怖の標的 -一ノ関-」（1978年9月11日） - 捕り方
    - 第7話「裁かれたジャジャ馬姫 -盛岡-」（1978年9月18日）
    - 第8話「荒野の襲撃 -三戸-」（1978年9月25日） - 弥十郎の手下
    - 第9話「黄門様の父子裁き -弘前-」（1978年10月2日） - 捕り方
    - 第16話「百万石の味自慢 -金沢-」（1978年11月20日） - 金沢藩士
    - 第23話「からくりお茶壺道中 -甲府-」（1979年1月8日） - 堀子
    - 第24話「弟思いの一番勝負 -川越-」（1979年1月15日） - 門弟
    - 第26話「代官を救った文庫 -佐野-」（1979年1月22日） - 下野屋の人足

  - 第10部（1979年 - 1980年）
    - 第3話「狐が化けたお姫様 -小田原-」（1979年8月27日） - 雲助
    - 第6話「天下の怪盗光右衛門 -駿府-」（1979年9月17日） - 代官の手下
    - 第14話「鬼が盗んだ運上金 -草津-」（1979年11月12日） - 忍び
    - 第17話「御老公を暗殺せよ!! -彦根-」（1979年12月3日） - 密使

  - 第11部（1980年 - 1981年）
    - 第4話「悪を斬る紅緒の三度笠 -山形-」（1980年9月7日） - やくざ → 十手持ちの手下（二役）
    - 第7話「うっかり八兵衛お殿様 -本荘-」（1980年9月29日） - 家老の家臣
    - 第11話「父子つないだ頑固そば -盛岡-」（1980年10月27日） - 仁王一家の子分
    - 第16話「大当り黄門様の大芝居 -新発田-」（1980年12月1日） - 次郎兵衛の子分
    - 第18話「天晴れ早駈け勝名乗り -与板-」（1980年12月15日） - 与板藩士
    - 第19話「馬に蹴られた悪企み -三国峠-」（1980年12月22日） - 関所の捕り方
    - 第24話「弥七に似てた三度笠 -館山-」（1981年1月26日） - 捕り方
    - 第25話「胸に悲願の裏切り者 -佐倉-」（1981年2月2日） - 子分

  - 第12部（1981年 - 1982年）
    - 第1話「讃岐への旅立ち -水戸・江戸-」（1981年8月31日） - 加賀谷徹心の配下の忍び
    - 第2話「頑固くらべで悪退治 -八王子-」（1981年9月7日） - 三次
    - 第4話「兄と呼ばれた格之進 -諏訪-」（1981年9月21日） - 家臣
    - 第6話「助さんそっくり千両役者 -郡上八幡-」（1981年10月5日） - 春駒屋の子分 → 捕り方（二役）
    - 第11話「献上塩昆布にかけた意地 -大坂-」（1981年11月9日） - 才田屋の子分
    - 第15話「娘意気地の生一本 -柳井-」（1981年12月7日） - 沖浦の万五郎の子分
    - 第17話「備前緋襷兄弟茶碗 -岡山-」（1981年12月21日） - 雲助
    - 第18話「天下一品喧嘩素麺 -竜野-」（1981年12月28日） - 戒屋又蔵の子分

  - 第13部（1982年 - 1983年）
    - 第1話「天下を狙う忍びの罠 -水戸・江戸-」（1982年10月18日） - 忍者軍団の一味
    - 第2話「大爆破!恐怖の狼谷 -小田原-」（1982年年10月25日） - 捕り方
    - 第8話「悲願を秘めた蜆売り -吉田-」（1982年12月6日） - 浪人
    - 第12話「伊勢参り・娘初春七変化 -伊勢-」（1983年1月3日） - 捕り方
    - 第13話「真実を尽した妻の愛 -高野-」（1983年1月10日） - やくざ
    - 第15話「三つ葉葵を盗んだ男 -津山-」（1983年1月24日） - 奉行所の同心
    - 第21話「身替り八兵衛お殿様 -唐津-」（1983年3月7日） - 陰供
    - 第24話「とどけ馬子唄瞼の母に -熊本-」（1983年3月28日） - 熊本藩士
    - 第26話「六十余州は日本晴れ -鹿児島・水戸-」（1983年4月11日） - 日高ヤンボシ

  - 第14部（1983年 - 1984年）
    - 第3話「姫様そっくり千両役者 -福島-」 （1983年11月14日） - 捕り方
    - 第4話「わがまま姑の嫁いびり -白石-」　（1983年11月21日） - 荷を担ぐ男
    - 第5話「三年味噌に賭けた意地 -仙台-」（1983年11月28日） - 側用人の家臣
    - 第6話「恩讐越えたこけし人形 -鳴子-」 （1983年12月5日）- 仙台藩士
    - 第8話「陰謀砕いた薪能 -盛岡-」 （1983年12月19日）- 関所役人
    - 第13話「恐怖!凶賊卍衆 -久保田-」 （1984年1月23日）- 久保田藩士
    - 第17話「天下無敵の女騎士 -天童-」（1984年2月20日）
    - 第18話「人情紅花夫婦染 -米沢-」（1984年2月27日） - 捕り方
    - 第19話「悪を懲らした喧嘩友達 -会津-」（1984年3月5日） - 蒲生の残党「狼」の一味
    - 第22話「主人を救った献上銘菓 -長岡-」（1984年3月26日） - 長岡藩士
    - 第23話「決意を秘めた孤独の剣 -高田-」（1984年4月2日） - 柴原道場の一員
    - 第24話「偽黄門にされた黄門様 -高岡-」（1984年4月7日） - 捕り方 → 役人 → 捕り方（三役）
    - 第31話「天下の怪盗 葵の光右衛門 -大坂-」（1984年5月28日） - 下っ端役人
    - 第32話「灘の庄助なぜ酔っぱらう -灘-」（1984年6月4日） - 下っ端役人
    - 第33話「じゃじゃ馬娘の婿選び -姫路-」（1984年6月11日） - 侍
    - 第34話「葵を盗んだドジな奴 -赤穂-」（1984年6月18日） - 下っ端役人
    - 第36話「夫婦喧嘩で悪退治 -徳島-」（1984年7月2日） - 徳島藩士

  - 第15部（1985年）
    - 第1話「謎の美剣士隠密旅 -高松-」（1985年1月28日） - 福岡藩江戸屋敷の侍
    - 第5話「闇を斬る! 怪傑白頭巾 -宇和島-」（1985年2月25日） - 捕り方
    - 第6話「御存知黄門一座の大芝居 -別府-」（1985年3月4日） - 捕り方
    - 第8話「母恋し 五木の子守唄 -熊本-」（1985年3月18日） - 人足
    - 第9話「異国の姫は瓜二つ -長崎-」（1985年3月25日） - 船頭
    - 第10話「嫁が支えた唐津焼 -唐津-」（1985年4月1日） - 五社明神でのモブ → 菊馬の部下 → 捕り方（三役）
    - 第11話「老公暗殺! 火炎地獄 -福岡-」（1985年4月8日） - 卍屋の手下 → 大野外記の配下の侍（二役）
    - 第12話「偽黄門様は喧嘩医者 -小倉-」（1985年4月15日） - 小倉藩士
    - 第15話「願い叶えた鯉のぼり -大竹-」（1985年5月6日） - 捕り方
    - 第20話「謎が渦巻く陰謀の宿 -米子-」（1985年6月10日） - 次席家老配下の侍
    - 第22話「悲願叶えた火焔剣 -三日月-」（1985年6月24日） - 浜田藩士
    - 第23話「鬼庄屋にされた黄門様 -篠山-」（1985年7月1日） - 捕り方
    - 第25話「友を救った男の真実 -小浜-」（1985年7月15日） - 灘屋の用心棒
    - 第26話「黄門様の婿入り志願 -敦賀-」（1985年7月22日） - 鳴神一家子分 → 奉行の配下（二役）
    - 第27話「殿様騙した親不孝者 -大垣-」（1985年7月29日）
    - 第28話「助さんは替え玉亭主 -岐阜-」（1985年8月5日） - 代官の配下（捕り方）
    - 第31話「瞼の父は用心棒 -諏訪-」（1985年8月26日） - 笹丸一家子分
    - 第33話「わしは天下の占い師 -小諸-」（1985年9月9日） - 才蔵
    - 第34話「女壺振り仇討ち悲願 -松井田-」（1985年9月16日） - 捕り方
    - 第35話「命を賭けた裏切り武士道 -高崎-」（1985年9月23日） -  高崎藩士
    - 第36話「代官にされたドジな掏摸 -岡部-」（1985年9月30日） - 九造の子分

  - 第16部（1986年 - 1987年）
    - 第6話「敵と呼ばれた助三郎 -島田-」（1986年6月2日） - 川村一之進
    - 第7話「花火に賭けた父娘の意地 -岡崎-」（1986年6月9日） - 捕り方
    - 第8話「仇討ち焼蛤幽霊旅籠 -桑名-」（1986年6月16日）
    - 第9話「闇を裂く忍びの死闘 -吉野-」（1986年6月23日） - 捕り方
    - 第10話「悪を断った鍾馗の舞 -若山-」（1986年6月30日） - 玄心の配下
    - 第13話「想い叶えた愛の組紐 -膳所-」（1986年7月21日） - 浪人
    - 第16話「おとぼけ駕籠屋幽霊騒動 -鳥取-」（1986年8月11日）
    - 第17話「正義運んだ七里飛脚 -松江-」（1986年8月18日） - スナイパー → 次席家老兼道中奉行の家臣（二役）
    - 第18話「悪が群がる隠し銀山 -大森-」（1986年8月25日） - 侍
    - 第21話「友禅救った大芝居 -金沢-」（1986年9月15日） - 捕り方
    - 第22話「欲望渦巻く悪鬼の砦 -糸魚川-」（1986年9月22日） - 十兵衛の手下
    - 第23話「涙で誓った盗っ人仁義 -長岡-」（1986年9月29日） - 捕り方
    - 第24話「母恋し 涙の角兵衛獅子 -新発田-」（1986年10月6日） - 役人の配下
    - 第25話「黄門様を叱った娘 -鶴岡-」（1986年10月13日） - 役人
    - 第26話「おてんば姫君七変化 -亀田-」（1986年10月20日） - 家老の家臣
    - 第27話「陰謀暴いた男の友情 -久保田-」（1986年10月27日） - 捕り方 → 八森の配下 → 捕り方 → 家老の家臣（三役）
    - 第28話「娘を救った偽黄門 -弘前-」（1986年11月3日） - 弘前藩士
    - 第29話「鬼面に隠れた忠義の心 -盛岡-」（1986年11月10日） - 目付配下の捕り方 → 家老の家臣（二役）
    - 第30話「銘酒を守った娘の真心 -新庄-」（1986年11月17日） - 造り酒屋の職人
    - 第31話「頑固比べ献上茶碗 -山形-」（1986年11月24日） - 捕り方
    - 第32話「剣が知ってた暗殺の罠 -仙台-」（1986年12月1日） - 宮城屋の雇われ浪人
    - 第34話「恐怖の隠密狩り -二本松-」 （1986年12月8日） - 家老配下の捕物隊
    - 第36話「めざす敵は瓜二つ -白河-」（1986年12月29日） - 捕り方
    - 第38話「命を賭けた用水路 -小山-」（1987年1月12日） - 捕り方
    - 第39話「旅遥か恋の船唄 -水戸-」（1987年1月19日） - 捕り方

  - 第17部（1987年 - 1988年）
    - 第2話「血染めの直訴状 -八王子-」（1987年8月31日） - 捕り方
    - 第10話「泣き笑い献上仏壇 -尾張-」（1987年11月2日） - 捕り方
    - 第21話「亡霊の正体見たり… -福山-」（1988年1月18日） - 駕籠屋 → 奉行の家臣（二役）
    - 第23話「黄門様の占い縁結び -姫路-」（1988年2月1日） - 捕り方
    - 第25話「狙われた二人の黄門様 -大坂-」（1988年2月15日） - 天満屋番頭
    - 第26話「旅の終わりの波瀾万丈 -大坂・江戸-」（1988年2月22日） - 天満屋番頭

  - 第18部（1988年 - 1989年）
    - 第4話「花嫁衣裳の秘密 -小山-」（1988年10月3日） - 為吉（唐造の手下）
    - 第5話「恐怖の釣り天井 -宇都宮-」（1988年10月10日） - 酒肆の客 → 玄竜配下の忍び（二役）
    - 第6話「めざす敵は領主様 -佐野-」（1988年10月17日） - 家臣
    - 第7話「孫を騙った悪い奴 -高崎-」（1988年10月24日） - 捕り方
    - 第9話「悪計暴いた白頭巾 -諏訪-」（1988年11月7日） - 家臣
    - 第12話「非常の猿面暗殺団 -彦根-」（1988年11月28日） - ましゅら党一味
    - 第13話「船幽霊の謎を解け -敦賀-」（1988年12月5日） - 丈八（浜田屋の用心棒の頭）
    - 第16話「嫁が救った唐津焼 -唐津-」（1988年12月26日） - 大工 → 家老の家臣（二役）
    - 第17話「暗雲払う破邪の剣 -平戸-」（1989年1月9日） - 平戸藩士
    - 第18話「怨みの仮面舞踏会 -長崎-」（1989年1月17日） - 岡っ引き
    - 第20話「陰謀渦巻く大草原 -熊本-」（1989年1月31日）
    - 第21話「化け猫の仇討ち -久留米-」（1989年2月6日） - 谷村の配下
    - 第22話「祗園太鼓で悪退治 -小倉-」（1989年2月13日） - 下っ端の捕り方
    - 第23話「夢芝居!?八兵衛の若旦那 -京-」（1989年2月20日）
    - 第27話「妻が守った夫の武士道 -掛川-」（1989年3月20日）
    - 第32話「飴屋の幽霊 -川崎-」（1989年4月24日） - 捕り方
    - 第33話「天下を裁く御意見番 -江戸-」（1989年5月1日）

  - 第19部（1989年 - 1990年）
    - 第4話「大望隠した離縁状 -三春-」（1989年10月16日） - 勘定奉行の家臣
    - 第10話「助さんの代理亭主 -本荘-」（1989年11月27日） - 下っ端役人
    - 第14話「恩讐越えた一刀彫 -米沢-」（1989年12月25日） - 捕り方
    - 第15話「陰謀暴く天狗面 -新発田-」（1990年1月8日） - 次席家老の家臣
    - 第16話「鬼が巣喰う金の島 -佐渡-」（1990年1月15日） - 鮫五郎の子分
    - 第17話「輪島塗りに潜む罠 -輪島-」（1990年1月22日）
    - 第19話「人情娘馬子唄 -郡上八幡-」（1990年2月5日） - 捕り方 → 代官配下の下っ端（二役）
    - 第20話「姫が暴いた悪企み -高山-」（1990年2月12日） - 下っ端役人 → 高山藩士（二役）
    - 第21話「烏に狙われた女 -富山-」（1990年2月19日） - 捕り方 → 城代の供（二役）
    - 第23話「謎の用心棒 -飯山-」（1990年3月5日） - 木島屋の用心棒
    - 第28話「占い名人梅里先生 -川越-」（1990年4月9日） - 町奉行配下の捕り方

  - 第20部（1990年 - 1991年）
    - 第3話「情けが仇のとろろ汁 -駿府-」（1990年11月5日） - 浪人
    - 第4話「偽黄門は正義の味方 -島田-」（1990年11月19日） - 駿府代官の配下
    - 第6話「夢を叶えた夫婦花火 -吉田-」（1990年12月3日） - 伝蔵
    - 第11話「陰謀渦巻く高松城 -高松-」（1991年1月21日） - 野崎の配下
    - 第14話「湯煙り義侠の助太刀 -松山-」（1991年2月11日） - 鬼寅の子分（仙太）
    - 第19話「姫様騙って悪退治 -長崎-」（1991年3月18日） - 用心棒
    - 第22話「酔いどれ幸助涙の仇討ち -鹿児島-」（1991年4月8日） - 浪人
    - 第25話「紫頭巾が悪を斬る -中津-」（1991年4月30日） - 浪人早坂
    - 第26話「育ての親はだめ親父 -萩-」（1991年5月6日） - 捕り方
    - 第30話「刀鍛冶の仇討ち悲願 -岡山-」（1991年6月3日）
    - 第39話「八兵衛そっくりお殿様 -久保田-」（1991年8月5日） - 久保田藩士
    - 第40話「津軽馬塗り情け塗り -弘前-」（1991年8月12日） - 弘前藩士
    - 第46話「印籠盗んだ女掏摸 -会津-」（1991年9月23日） - 会津藩士
    - 第47話「嘘を承知の偽黄門 -日光-」（1991年9月30日） - 軍蔵の子分
    - 第48話「陰謀渦巻く薪能 -江戸-」（1991年10月7日）

  - 第21部（1992年）
    - 第1話「悪鬼が巣喰う岡崎城 -水戸・岡崎-」（1992年4月6日） - 番士 → 侍（二役）
    - 第9話「密命帯びた忍び妻 -杵築-」（1992年6月1日） - 鷲尾左内
    - 第11話「姫君替玉大作戦 -阿蘇-」（1992年6月15日） - 阿蘇藩士
    - 第12話「無念晴らした夢芝居 -人吉-」（1992年6月22日） - 捕り方
    - 第22話「仏の里の鬼退治 -彦根-」（1992年8月31日） - 雲助（駕籠舁き）
    - 第23話「母の秘密は卍の入れ墨 -敦賀-」（1992年9月7日） - 17年前の回想シーンで江戸の呉服屋で凶行をはたらいた覆面黒装束卍組の一人 → 敦賀藩士（二役）
    - 第24話「義賊隼小僧の恩返し -金沢-」（1992年9月14日） - やくざ → 捕り方（二役）
    - 第28話「黄門一家は用心棒 -諏訪-」（1992年10月12日） - 先生（浪人）
    - 第29話「狙われた御用金 -高崎-」（1992年10月19日）
    - 第31話「男意気地の仇討ち悲願 -岩槻-」（1992年11月2日） - 酒肆に誘う職人仲間（源太）
    - 第32話「世直し旅よ永遠に -江戸-」（1992年11月9日） - 忍び → 家臣（二役）

  - 第22部（1993年 - 1994年）
    - 第11話「弟思いのあほんだら兄貴 -大坂-」（1993年7月26日） - 熊五郎の子分
    - 第18話「娘が綺麗になる方法 -島原-」（1993年9月13日） - 郡代の家臣
    - 第20話「酔いどれ十手が悪を絶つ -小倉-」（1993年9月27日） - 捕り方
    - 第26話「誘拐された黄門様 -豊岡-」（1993年11月8日）
    - 第27話「女たちの復讐 -大聖寺-」（1993年11月15日） - 国家老の家臣
    - 第32話「会津名物夫婦下駄 -会津-」（1993年12月20日） - 藩主の家臣 → 家老の家臣
    - 第34話「大黒様を笑わせた男 -日光-」（1994年1月10日） - 捕り方
    - 第35話「飛脚競べて悪を討つ -宇都宮-」（1994年1月17日） - 留蔵の子分

  - 第23部（1994年 - 1995年）
    - 第1話「水戸黄門 -水戸-」（1994年8月1日） - 刺客
    - 第2話「育ての親は鷹匠 -大宮-」（1994年8月8日） - 刺客
    - 第5話「涙でついた母の嘘-追分」（1994年8月29日） - 権蔵の子分
    - 第7話「偽りの武士道 -上田-」（1994年9月12日） - 宗方掃部の家臣
    - 第8話「狙われた娘馬子 -善光寺-」（1994年9月19日） - 家臣
    - 第9話「悪を裁いた偽黄門様 -糸魚川-」（1994年9月26日） - 捕り方 → 家臣（二役）
    - 第10話「親子喧嘩の腕比べ -田鶴浜-」（1994年10月10日） - 捕り方
    - 第13話「姫様狙う悪の罠 -福井-」（1994年10月31日） - 雲助
    - 第14話「母を慕った逃亡者 -敦賀-」（1994年11月7日） - 山狩りの鉄砲隊リーダー
    - 第16話「八兵衛夢見た若旦那 -宮津-」（1994年11月21日） - 捕り方
    - 第27話「酔いどれ男の恩返し -人吉-」（1995年2月13日）
    - 第29話「葵の印籠が盗まれた!? -宇和島-」（1995年2月20日） - 捕り方
    - 第30話「世直し剣が悪を斬る -今治-」（1995年2月27日）
    - 第32話「酒にのまれて人殺し -兵庫-」（1995年3月20日） - 捕り方
    - 第34話「狸がくれた赤ん坊 -信楽-」（1995年4月3日） - 杢兵衛の子分 → 城代家老の家臣（二役）
    - 第35話「悪を狙う謎の虚無僧 -彦根-」（1995年4月10日） - 奉行の家臣
    - 第37話「育ての親は木曽節お仙 -妻篭-」（1995年4月24日） - 元太
    - 第39話「白いお髭のお婿殿 -府中-」（1995年5月8日） - 土蜘蛛一家子分
    - 第40話「闇を切り裂く白頭巾 -江戸-」（1995年5月15日） - 奉行の家臣

  - 水戸黄門外伝 かげろう忍法帖（1995年）
    - 第7話「地獄に夢の花が咲く -諏訪-」（1995年7月3日）
    - 第12話「獲物は怖い女たち -塩尻-」（1995年8月7日） - 役人
    - 第14話「紬の里の鴉退治 -飯田-」（1995年8月21日） - 浪人

  - 第24部（1995年 - 1996年）
    - 第1話「水戸黄門 -水戸・江戸-」（1995年9月11日） - 阿修羅の玄鬼の配下
    - 第4話「愛を引き裂く八丁味噌 -岡崎-」（1995年10月9日）
    - 第6話「お髭を染めた黄門様 -大坂-」（1995年10月23日） - 玄鬼配下 → 捕り方（二役）
    - 第7話「だんごを盗ったお姫様 -姫路-」（1995年10月30日） - 次席家老の家臣
    - 第10話「盗まれた三葉葵の印籠 -高知-」（1995年11月20日） - 捕り方
    - 第15話「仇を探す飴売り娘 -熊本-」（1995年12月25日） - 作事奉行の家臣
    - 第16話「瞼の父は悪の手先 -島原-」（1996年1月8日） - 捕り方
    - 第17話「女目明かし仇討ち悲願 -小倉-」（1996年1月15日） - 赤目の海蛇
    - 第18話「銘酒の里の悪退治 -柳井-」（1996年1月22日） - 捕り方
    - 第19話「悪を糺した瀬戸の花嫁 -広島-」（1996年1月29日） - 勘定奉行の家臣
    - 第29話「兄を憎んだ弟との涙 -鶴岡-」（1996年4月15日） - 町人（回想シーン）
    - 第30話「欲望渦巻くお留山 -秋田-」（1996年4月22日） - 関所の役人

  - 第25部（1996年 - 1997年）
    - 第1話「旅立ち -江戸・銚子-」（1996年12月9日） - 捕り方
    - 第2話「恵みの夫婦海苔 -君津-」（1996年12月16日） - 捕り方
    - 第3話「縁切寺の縁結び -鎌倉-」（1997年1月3日）
    - 第4話「漉いて好かれた三島暦 -三島-」（1997年1月10日） - 捕り方
    - 第11話「陰謀渦巻く淡路島 -洲本-」（1997年3月3日） - 浪人
    - 第19話「大内塗り情けの仇討ち -山口-」（1997年5月5日） - 浪人
    - 第26話「瞼の父は風車 -飯田-」（1997年6月23日） - 蔦屋の手下
    - 第30話「哀しい疵を抱く女 -本荘-」（1997年7月21日） - 次席家老の家臣
    - 第31話「湖水に秘めた忍ぶ恋 -十和田-」（1997年7月28日） - 捕り方
    - 第34話「黄門様は嫁奉行 -花巻-」（1997年8月18日） - 家臣
    - 第36話「狙われた旅蕩息子 -新庄-」（1997年9月1日） - 捕り方

  - 第26部（1998年）
    - 第4話「芝居で結んだ親子の絆 -三次-」（1998年3月2日） - 権兵衛の手下
    - 第18話「格が救った石州半紙 -津和野-」（1998年6月15日） - 五郎蔵の子分
    - 第22話「網干祭りの鬼退治 -姫路-」（1998年7月13日） - 役人
    - 第26話「幸せ運んだ世直し旅 -足利-」（1998年8月17日） - 足利藩士

  - 第27部（1999年）
    - 第6話「瞼の母がついた嘘 -天童-」（1999年4月26日） - 捕り方
    - 第13話「颯爽！紫頭巾 -黒石-」（1999年6月14日） - 黒山又兵衛
    - 第29話「不良娘が流した涙 -行田-」（1999年10月11日） - 役人

  - 第28部（2000年）
    - 第1話「五十三次世直し旅 -品川-」（2000年3月6日） - 次席家老の家臣
    - 第4話「風雲渦巻く駿府城! -江尻・駿府-」（2000年4月3日）
    - 第6話「父子で描く名人芸 -掛川-」（2000年4月17日） - 手勢
    - 第7話「あっ! 印籠がない -袋井-」（2000年4月24日）
    - 第8話「始末屋泣かせる参勤交代 -浜松-」（2000年5月1日） - 家臣
    - 第9話「関所を破る男装の密使 -新居-」（2000年5月8日） - 関所の捕り方 → 家臣（二役）
    - 第11話「恋を叶えた岡崎灯籠 -岡崎-」（2000年5月22日）
    - 第13話「哀しきゴマスリ出世道 -桑名-」（2000年6月5日） - 奉行の家臣
    - 第16話「恐れ入ったか! お茶壺道中 -草津-」（2000年7月3日） - 家臣
    - 第17話「暴れん坊は紀州の若様 -京-」（2000年7月10日） - 京屋の用心棒
    - 第18話「大人もビックリ! 天才少年 -枚方-」（2000年7月17日） - 長助
    - 第20話「浪花娘のうな丼勝負 -大坂-」（2000年7月31日）
    - 第22話「助っ人助さん仮祝言 -兵庫-」（2000年8月14日） - 捕り方
    - 第23話「最強の敵現る! 危うし白鷺城 -姫路-」（2000年8月21日）
    - 第26話「暴君を斬る! 男の剣 -矢掛-」（2000年9月11日）

  - 第29部（2001年）
    - 第16話「葵の御紋の名推理 -松本-」（2001年7月16日） - 朝倉左馬之介の配下
    - 第25話「陰謀と裏切りの果てに -江戸・水戸- 」（2001年9月17日） - 薮田の供

  - 第30部（2002年）
    - 第7話「津軽と南部両藩公に物申す! -津軽-」（2002年2月18日） - 津軽藩役人
    - 第15話「謎の美人は危険な匂い -堺-」（2002年4月22日） - 曾根崎の太十
    - 第23話「いい湯だよお母さん -由布院-」（2002年6月17日） - 加治田平三郎

  - 第31部（2002年 - 2003年）
    - 第1話「水戸黄門 -水戸・江戸-」（2002年10月14日） - 浪人
    - 第3話「清水湊の大勝負! -江尻-」（2002年10月28日）
    - 第5話「やんちゃ姫の大冒険 -浜松-」（2002年11月11日） - 女連れの着流しの遊び人
    - 第6話「娘剣士の上意討ち -吉田-」（2002年11月18日）
    - 第9話「忍びの決戦! 母娘の再会 -伊賀上野-」（2002年12月9日） - 十兵衛の配下
    - 第13話「うまい鯛にゃ裏がある -明石-」（2003年1月20日） - 町人
    - 第19話「アキ、小さな恋の港町 -三原-」（2003年3月3日） - 町人

  - 第32部（2003年）
    - 第9話「助さんの相棒は女スリ -輪島-」（2003年10月13日） - 六助
    - 第10話「女黄門様は初恋の人 -鶴岡-」（2003年10月20日） - 役人
    - 第12話「奉公先は子だくさん -仙台-」（2003年11月3日） - 刺客
    - 第13話「赤ん坊背負った仇討ち	 -白石-」（2003年11月10日） - 槍隊

  - 1000回記念スペシャル（2003年12月15日） - 忍び（文七）
  - 第33部（2004年）
    - 第3話「亭主オロオロ女の決闘 -有松-」（2004年4月26日） - 家臣
    - 第4話「父のこころ娘知らず -津-」（2004年5月10日） - 家臣
    - 第11話「おっかさんは村の太陽 -岩国-」（2004年6月28日） - 牢番 → 捕り方（二役）
    - 第12話「京娘が秘めた謎!	-萩-」（2004年7月5日）
    - 第15話「暗雲晴らした鳥取城	-鳥取-」（2004年8月2日） - 鳥取藩士
    - 第18話「帰って来た風の盆	-八尾-」（2004年8月23日） - 家老の家臣
    - 第22話「大対決! 八百八町は日本晴れ -江戸-」（2004年9月20日）

  - 第34部（2005年）
    - 第1話「旅のはじめのお見合い騒動 -江戸・水戸-」（2005年1月10日）
    - 第2話「頑固な母がついた嘘 -岩城-」（2005年1月17日） - 勘定奉行の家臣
    - 第4話「お世継ぎの陰謀を暴け -仙台-」（2005年1月31日） - 護衛の鉢巻侍
    - 第5話「格さん不覚 消えた印籠	-石巻-」（2005年2月7日） - 代官の家来（お目付けの下役）
    - 第8話「荒くれ旅籠に咲いた花 -花巻-」（2005年2月28日） - 老僕
    - 第11話「津軽馬鹿塗り 頑固比べ	-弘前-」（2005年3月21日）
    - 第12話「風の鬼若 怒りの秘剣	-松前-」（2005年4月11日）
    - 第13話「贋作描いた御老公!? -久保田-」（2005年4月18日） - 蔵の見張り侍
    - 第15話「姑から逃げた嫁の秘密	 -新庄-」（2005年5月2日） - 侍
    - 第16話「お転婆ふたり 恋の港町	-酒田-」（2005年5月7日） - 山賊 → 浪人（二役）
    - 第18話「剣友の濡れ衣を晴らせ	 -会津-」（2005年5月19日） - 家臣
    - 第19話「浪花女は銭の神様	-三春-」（2005年5月26日）
    - 第20話「恐怖の吊り天井! -宇都宮・江戸-」（2005年6月6日） - 門番 → 大工監禁の小屋に閂掛け → 小屋の見張り役 → 梶川の配下（四役）

  - 第35部（2005年 - 2006年）
    - 第1話「風雲急を告げる高松城 -水戸・江戸・高松-」（2005年10月10日） - 船頭 → 高松藩士（二役）
    - 第3話「謎の美女の危険な賭け -高知-」（2005年10月24日） - 浦奉行の家臣
    - 第5話「お転婆姫の大変身! -大分-」（2005年11月7日） - 大分藩士
    - 第6話「罠にはまったお嬢さん -日田-」（2005年11月14日） - 用心棒
    - 第7話「悪代官と十人の盗賊	-八女-」（2005年11月21日）
    - 第9話「老公狙った百年の恨み	-長崎-」（2005年12月5日） - 奉行付の役人
    - 第10話「格さん切ない柳川慕情 -柳川-」（2005年12月12日） - ならず者 → 勘定奉行の家臣（二役）
    - 第11話「刀の鍔で結ばれた愛	-熊本	-」（2005年12月19日） - 熊本藩士
    - 第12話「初春! 意地の味比べ	-八代	-」（2006年1月9日） - 家臣
    - 第13話「黄門様のお供は偽千太 -人吉-」（2006年1月16日） - 代官所役人
    - 第14話「	仇が教えた命の重さ-	鹿児島-」（2006年1月23日） - 捕り方
    - 第15話「波瀾万丈! お娟の休日 -飫肥-」（2006年1月30日） - 家老の家臣
    - 第16話「鬼と呼ばれた母の涙 -延岡-」（2006年2月6日） - チンピラ → 船奉行の家臣（二役）
    - 第18話「脱藩者は老公に瓜二つ -佐伯-」（2006年2月20日） - 筆頭家老の家臣
    - 第20話「男意気地の無法松	-福岡-」（2006年3月6日） - 福岡藩士

  - ナショナル劇場50周年記念特別企画スペシャル（2006年3月13日） - 用心棒
  - 第36部（2006年）
    - 第1話「加賀百万石への旅立ち	-水戸・日光-」（2006年7月24日） - 奉行所の手勢
    - 第2話「母子逢わせた達磨さま	-高崎-」（2006年7月31日） - 人足
    - 第3話「手抜き普請の悪退治 -善光寺-」（2006年8月7日）
    - 第8話「助っ人アキの越後獅子	-福井-」（2006年9月11日） - 町奉行配下の下役人
    - 第9話「御老公の悪党志願!	-小浜-」（2006年9月18日） - 駕籠の脇に控える下役
    - 第10話「夫婦の絆は河内節	-天橋立-」（2006年9月25日）
    - 第13話「お江戸から来た凸凹家族	-萩-」（2006年10月30日） - 春木屋方のゴロツキ
    - 第14話「父子結んだ石州和紙	-津和野-」（2006年11月6日） - 侍
    - 第15話「お娟が結んだ女の決闘 -徳山-」（2006年11月13日） - 馬廻組
    - 第16話「銘酒を守った頑固者 -宮島-」（2006年11月20日） - 光晟の側近
    - 第17話「男度胸の鬼退治 -岡山-」（2006年11月27日）
    - 第18話「若君救った女将の秘密	 -三木-」（2006年12月4日）

  - 第37部（2007年）
    - 第4話「頑固一徹職人魂	-松本-」（2007年4月30日）
    - 第5話「陰謀砕いた美人姫 -越後高田-」（2007年5月7日） - 里を襲う兵士
    - 第8話「嘘泣き父子の二人旅	-久保田-」（2007年5月28日）
    - 第10話「死ぬな! 風の鬼若!!	-能代-」（2007年6月11日）
    - 第12話「剣では得られぬ宝物 -十和田-」（2007年6月25日）
    - 第17話「育ての母、涙の決心 -一関-」（2007年7月30日） - 一関藩士
    - 第18話「真夏の恋の物語	 -尾花沢-」（2007年8月6日） - 上意討ちの場に控える見届け人の一人
    - 第20話「男意気地の悪退治 -松島-」（2007年8月20日）
    - 第21話「おとぼけ主従の珍道中 -白石-」（2007年9月3日） - 捕り方
    - 第22話「嘘から出た真ごころ -二本松-」（2007年9月10日）
    - 第23話「次期将軍を狙った野望 -水戸・江戸-」（2007年9月17日） - 鈴鹿峠の護摩の灰 → 紀伊国屋の人足（二役）

  - 第38部（2008年）
    - 第1話「小藩を救え! いざ西へ	-水戸・江戸-」（2008年1月7日） - スナイパー
    - 第4話「人形一座に春が来た -淡路-」（2008年1月28日） - 家老の家臣
    - 第5話「暴れ若様まかり通る -和歌山-」（2008年2月4日） - 人足 → 勘定奉行の家臣（二役）
    - 第6話「険しい恋路の吉野山 -吉野-」（2008年2月11日） - 隠密狩りの雲水の配下 → 捕り方（二役）
    - 第7話「味が命の人情包丁!	-伊勢-」（2008年2月18日） - 山田奉行の家臣
    - 第8話「炭より黒い悪党ども -彦根-」（2008年2月25日） - 町奉行の配下
    - 第9話「世捨てお公家の悪退治	-敦賀-」（2008年3月3日） - 公家侍
    - 第10話「人情長屋の心意気! -福井-」（2008年3月10日）
    - 第11話「にわか侍一直線! -郡上八幡-」（2008年3月17日） - 奉行所の衛士 → 三味線を引いて歌う人 → 一揆の相談役 → 家老の家臣（四役）
    - 第12話「縁は切られぬ偽親子-岐阜-」（2008年3月24日） - 捕り方
    - 第13話「弥七に恋した影の女 -尾張-」（2008年4月14日） - 捕り方
    - 第14話「盗っ人最後の恩返し -浜松-」（2008年4月21日） - 捕り方
    - 第15話「気弱亭主と気丈女房 -飯田-」（2008年4月28日） - 衛士 → 捕り方（二役）
    - 第16話「太鼓叩きゃ出るホコリ -諏訪-」（2008年5月5日） - 諏訪藩士
    - 第17話「娘の涙は金の粒 -甲府-」（2008年5月12日） - 奉行の配下
    - 第18話「駆け落ち妻の目に涙 -駿府-」（2008年5月19日）
    - 第19話「わははオヨヨの珍道中 -三島-」（2008年5月26日） - 浪人
    - 第21話「父帰る! ここは下田の湊町 -下田-」（2008年6月9日） - 黒松屋の人足 → 奉行の家臣（二役）
    - 第22話「俺の姉に手を出すな -小田原-」（2008年6月16日） - 役人の供

  - 第39部（2008年 - 2009年）
    - 第2話「母の一念 関所を破る! -箱根-」（2008年10月20日） - 役人
    - 第4話「天誅! 紫頭巾参上 -近江八幡-」（2008年11月3日） - 「賊」の一人 → 捕り方（二役）
    - 第6話「スッたもんだの初手柄 -倉敷-」（2008年11月17日） - 旅籠の客
    - 第8話「唄を土産に里帰り! -博多-」（2008年12月1日）
    - 第9話「猫だけが知っていた -伊万里-」（2008年12月8日）
    - 第11話「若妻の言えない秘密? -天草-」（2008年12月22日） - 捕り方
    - 第12話「愛と復讐の桜島 -鹿児島-」（2006年1月12日） - 手入れの役人
    - 第15話「ホラ吹き娘の親孝行 -高千穂-」（2009年2月2日） - 郡代の手勢
    - 第16話「母と名乗れぬ過去悲し -臼杵-」（2009年2月9日）
    - 第17話「闇夜に消えた?女たち -防府-」 （2009年2月16日）- 捕り方
    - 第18話「金では買えぬ母の愛! -岩国-」（2009年2月23日） - 浪人
    - 第20話「踊り子の想いを繋ぐ天の橋立 -宮津-」（2009年3月9日）
    - 第21話「狙え 一攫千金 -堺-」（2009年3月16日） - 下っ端役人

  - 第40部（2009年）
    - 第1話「陰謀暴き、いざ北へ! 終わりなき世直しの旅 -水戸・江戸-」（2009年7月27日） - 臥雲坊の配下 → 家臣（二役）
    - 第5話「美人剣士の婿選び -山形-」（2009年8月24日）
    - 第13話「男を変えた女の純情 -出雲崎-」（2009年11月2日） - 役人
    - 第15話「届け歌声 響け、から桶 -高山-」（2009年11月16日）	 - 代官の家来
    - 第16話「質実剛健 わが道を行く -金沢-」（2009年11月23日） - 家家老の家臣
    - 第17話「暴かれた芭蕉の正体!? -山中-」（2009年11月30日） - 山中藩士
    - 第20話「見たか江戸っ子の心意気 -江戸-」（2009年12月21日） - 侍（家老の配下）

  - 第41部（2010年）
    - 第1話「恋と嵐の江戸の春（前編） -江戸-」（2010年4月12日） - 役人
    - 第2話「恋と嵐の江戸の春（後編） -江戸-」（2010年4月19日） - 大目付の家来
    - 第4話「湯の里守れ! 美人女将 -箱根-」（2010年5月3日）
    - 第10話「親子手まりで大勝負 -和歌山-」（2010年6月14日） - 家老の家臣
    - 第11話「夢にまで見たお母さん -大坂-」（2010年6月21日） - 大坂藩士
    - 第12話「悪い奴らの夢の跡! -薩摩-」（2010年6月28日） - 家臣

  - 第42部（2010年 - 2011年）
    - 第2話「許すな相撲をけがす奴 -諏訪-」（2010年10月18日）
    - 第3話「その縁談一肌脱ぎます -上田-」（2010年10月25日）
    - 第4話「剣に勝つ、医は仁術 -高田-」（2010年11月1日） - 勘定奉行の配下
    - 第6話「助さんに見た父の面影 -富山-」（2010年11月15日） - 富山藩士
    - 第7話「じゃじゃ馬姫の逃避行 -金沢-」（2010年11月22日）
    - 第8話「死ぬ気で生きろ!	 -丸岡-」（2010年11月29日）- 丸岡藩士
    - 第9話「悪事を見抜いた鑑定人 -敦賀-」（2010年12月6日） - 家臣
    - 第14話「命を張った弥七の度胸 -松江-」（2011年1月14日） - 松江藩士
    - 第17話「さらわれた黄門さま -琴平-」（2011年2月14日） - 茶屋主人
    - 第20話「温泉宿の印籠泥棒! -碓氷峠-」（2011年3月7日） - 中間・下っ端役人

  - 第43部（2011年）
    - 第2話「人情長屋で待つ女 -品川-」（2011年7月11日） - 侍
    - 第3話「名馬が守った父娘の絆 -平塚-」（2011年7月18日） - 船頭
    - 第6話「海道一のじゃじゃ馬娘 -清水-」（2011年8月8日）
    - 第8話「狙われたもてなしの宿 -浜松-」（2011年8月22日） - 家臣
    - 第9話「楓に惚れた手筒花火師 -吉田-」（2011年9月5日）
    - 第10話「父と呼ばれて…	 -岡崎-」（2011年9月12日） - 代官の家来
    - 第12話「忠義に揺らぐ親子の絆 -亀山-」（2011年10月10日） - 市川一派の藩士
    - 第13話「冴えない男の恩返し -松坂-」（2011年10月17日） - 奉行所のお仕着せの下っ端
    - 第14話「母ちゃん探して伊勢参り -伊勢-」（2011年10月24日） - 奉行所の下っ端
    - 第15話「助さん格さん大喧嘩!! -下田-」（2011年10月31日） - 「制服」の下っ端
    - 第16話「ニセ印籠で村を救え! -館山-」（2011年11月7日） - 代官の配下
    - 第18話「上様、長屋で叱られる	 -江戸-」（2011年11月21日） - 三好の家来
    - 第19話「難問ぞろいの算術対決 -前橋-」（2011年11月28日） - 前橋藩士 ※東日本大震災により欠番となった第42部第21話

  - 最終回スペシャル（2011年12月19日） - 百姓（川上村の小作）
  - 水戸黄門 スペシャル (2015年)（2015年6月29日）
  - 水戸黄門 (BS-TBS版)第1シリーズ（2017年）
    - 第1話「初めての旅立ち -水戸～いわき-」（2017年10月4日） - 捕り方
    - 第4話「悪を糺した弥治郎こけし -白石-」（2017年10月25日）- 浪人
    - 第6話「愛しき妻は里隠れ -志津川-」（2017年11月1日） - 捕り方
    - 第10話「炎に消えた黄門様 -八戸-」（2017年12月6日）

  - 水戸黄門 (BS-TBS版)第2シリーズ 第4話「幸福の五月幟 -延岡-」（2019年6月16日）
- 柳生十兵衛 （1970年、フジテレビ）
  - 第5話「必殺 水かがみ」（1970年） - 杉原左京
  - 第18話「隠密子守唄」（1971年） - 旅の武士
- 大岡越前（TBS / C.A.L）
  - 第3部 第2話「江戸わずらい」（1972年6月19日） - 家来
  - 第4部（1974年 - 1975年）
    - 第12話「暗闇八百八」（1974年12月23日） - 角兵衛の子分
    - 第14話「巷談縛られ地蔵」（1975年1月6日） - 町人

  - 第5部（1978年）
    - 第2話「すり替えられた薬」（1978年2月13日） - 用心棒
    - 第3話「欲しかった思い遣り」（1978年2月20日） - 岡場所のならず者
    - 第4話「恐怖！雨の夜の辻斬り」（1978年2月27日） - 家来
    - 第5話「襲われた目撃者」（1978年3月6日） - 伊蔵の手下
    - 第15話「天下御免の偽名医」（1978年5月15日） - 職人
    - 第18話「長屋住いの御奉行様」（1978年6月5日） - 長屋の住人
    - 第22話「父娘の絆」（1978年7月3日） - 藤蔵の手下（賊の用心棒）
    - 第23話「裁けなかった恋の道」（1978年7月10日） - 甚九郎の手下

  - 第6部（1982年）
    - 第2話「辻斬り三葉葵」（1982年3月15日） - 浪人
    - 第4話「オランダ先生拳法仁術」（1982年3月29日） - やくざ
    - 第15話「大岡越前を殺せ！」（1982年6月14日） - 手下
    - 第32話「越前への挑戦状」（1982年10月11日） - 浪人

  - 第7部（1983年）
    - 第1話「大岡越前」（1983年4月18日） - 高津屋の用心棒
    - 第7話「嘘つき親父の真実」（1983年6月6日） - 定
    - 第8話「美女に迫る魔の牙」（1983年6月13日） - 駒木の部下
    - 第18話「女が堕ちた焦熱地獄」（1983年8月22日） - 留次
    - 第20話「辞世に託した三千両」（1983年9月5日） - 刑吏
    - 第25話「命を賭けた御用旅」（1983年10月10日） - 町の旦那
    - 第27話「将軍暗殺危機一髪」（1983年10月24日） - 用心棒の浪人

  - 第8部（1984年 - 1985年）
    - 第1話「大岡越前」（1984年7月16日） - 同心
    - 第12話「情は人の為ならず」（1984年10月8日） - 同心
    - 第13話「復讐唐人剣」（1984年10月15日） - 用心棒の浪人
    - 第19話「闇夜に咲いた魔性の女」（1984年11月26日） - 小袖の兄の御家人仲間の一人
    - 第20話「札つき婆命を賭けた大芝居」（1984年12月3日） - 人足
    - 第22話「江戸から消えた御奉行様」（1984年12月17日） - 次席家老の配下の藩士
    - 第24話「雪絵を狙った夜の奉行」（1985年1月7日） - 盗賊「夜の奉行」の一味
    - 第26話「将軍救った美女軍団」（1985年1月21日） - 屋形船の船頭

  - 第9部（1985年 - 1986年）
    - 第4話「襲われた御用金」（1985年11月18日） - 浪人
    - 第5話「忠相を慕う女」（1985年11月25日） - チンピラ
    - 第13話「阿片暴いた鉄拳仁術」（1986年1月20日） - 駕籠屋
    - 第19話「義賊つむじ風の仇討ち」（1986年3月3日） - 長持の担ぎ手の一人
    - 第20話「見えぬ目が見た真犯人」（1986年3月10日） - 船頭
    - 第21話「盗賊を強請った男」（1986年3月17日） - 留
    - 第22話「雪絵誘拐危機一髪」（1986年3月24日） - 弥三郎の手下
    - 第26話「吉宗暗殺仇討ちの陰謀」（1986年4月21日） - 吉宗の影供 → 同心（二役）

  - 第10部 （1988年）
    - 第8話「医者は悪事の隠れみの」（1988年4月18日）船頭 → 河内屋の用心棒（二役）
    - 第13話「育ての親は凶状持ち」（1988年5月23日） - 大鴉の軍兵衛の手下の浪人
    - 第23話「臆病風を吹き飛ばせ！」（1988年8月7日） - 岩木（小田切の門弟）
    - 第27話「将軍吉宗暗殺計画」（1988年9月5日） - 浪人

  - 第11部（1990年）
    - 第4話「緋桜の女」（1990年5月14日） - 甚八
    - 第10話「相合傘の出逢い」（1990年6月25日） - 旗本の一人

  - 第12部（1991年 - 1992年）
    - 第9話「万能薬が死を招く」（1991年12月9日） - 笹岡（偽薬の用心棒の頭）
    - 第11話「娘が消えた化け物屋敷」（1991年12月23日） - 浪人
    - 第16話「十手を持った無法者」（1992年2月3日） - 用心棒（浪人）
    - 第17話「地獄の淵に咲いた恋」（1992年2月10日） - スラム住民 → 浪人（二役）
    - 第22話「命がけの婿入り志願」（1992年3月16日） - 用心棒の先生

  - 第13部（1992年 - 1993年）
    - 第1話「大岡越前」（1992年11月16日） - 忍者 → 幕閣協議の場にいる袴着用の人（二役）
    - 第2話「世継ぎを狙う卍の謎」（1992年11月23日） - 幕臣 → 海賊一味（二役）
    - 第11話「情けに泣いたお役者小僧」（1993年1月25日） - 舞鶴屋の用心棒の頭
    - 第13話「母は凶賊さみだれお仙」（1993年2月8日） - 火盗改
    - 第20話「過去を消していた女」（1993年3月29日） - 無宿人・源太
    - 第26話「江戸を守った大岡裁き」（1993年5月10日） - 庄司玄蔵（平戸屋の用心棒）

  - 第14部（1996年）
    - 第1話「大岡越前」（1996年6月17日） - 荒くれ者
    - 第15話「牛も唸った大岡裁き」（1996年9月23日） - 同心
    - 第17話「命を懸けた贋金探索」（1996年10月14日） - 十文字屋の用心棒
    - 第20話「恥ずべき行い」（1996年11月4日） - 火盗改方の侍
    - 第24話「友を裁いた名奉行」（1996年12月2日） - 船頭

  - 第15部（1998年 - 1999年）
    - 第3話「狙われた花嫁」（1998年9月7日） - 銀次（金五郎配下の賊）
    - 第12話「罪を着た男」（1998年11月30日） - 書役
    - 第14話「小さな出会い」（1998年12月14日） - 南町与力
    - 第15話「思い込み」（1998年12月21日） - 棒手振り → 剣術稽古をする人 → 南町同心 → 荷車を引く人 → 不逞浪士（五役）
    - 第21話「疑惑の恩人」（1999年2月8日） - 南町同心
    - 第22話「餅騒動の名裁き」（1999年2月15日） - 影供
    - 第25話「最後の罪が恩返し」（1999年3月8日） - ごろつきの兄貴
    - 第26話「帰って来た友情」（1999年3月15日） - 奉行の供 → ごろつきの一人（二役）
- さむらい飛脚 第11話「もの言わぬ美女」（1971年、NET / 東映）※福本清二表記
- お祭り銀次捕物帳 第1話「出発の歌」（1972年5月6日、フジテレビ / 東映）
- 世なおし奉行 第12話「八州代官殺し」（1972年、NET / 東映）
- 忍法かげろう斬り 第21話「人肌愛憎剣」（1972年、関西テレビ / 東映）
- 二人の素浪人 （1972年、フジテレビ / 東映）
  - 第4話「剣が走った母子峠」※福本清二表記
  - 第7話「闇を裂く隠密二代」※福本清二表記
  - 第18話「剣に砕けた密航船」※福本清三表記
- 遠山の金さんシリーズ（NET・テレビ朝日 / 東映）
  - 遠山の金さん捕物帳（NET）
    - 第116話「坊主が惚れた女」（1972年）※福本清二表記
    - 第132話「白州で歌った男」（1973年）

  - 遠山の金さん（杉良太郎版） （1975年 - 1977年、NET → テレビ朝日）
    - 第1シリーズ
      - 第41話「今ひとたびの青春に哭け!!」（1976年）
      - 第78話「怨念の刃がとんだ」（1977年）※福本清二表記
      - 第95話「殺しが呼んだ恋月夜」（1977年） - 潜りの政吉手下

    - 第2シリーズ（1979年）
      - 第1話「深川駈け落ち地獄船」（1979年）
      - 第24話「死を商う男」（1979年）

  - 遠山の金さん（高橋英樹版） （1982年 - 1985年、テレビ朝日 / 東映）
    - 第3話「御意見無用!五人の女スリ」（1982年）
    - 第22話「夕陽の渡世人! 子連れ旅にござんす」（1982年）
    - 第39話「女賞金稼ぎ! 鬼薊のおりん」（1983年）
    - 第47話「悪女おらんの甘い罠!」（1983年）
    - 第73話「おんな牢秘話・二匹の女ねずみ小僧!」（1983年）
    - 第100話「幻の秘宝・奥能登から来た女!」（1984年）
    - 第145話「蕾のままで散る女・春駒屋お夏!」（1985年）

  - 名奉行 遠山の金さん（1988年 - 1996年、テレビ朝日 / 東映）
    - 第1シリーズ（1988年）
      - 第16話「花嫁衣裳が泣いた」（1988年）
      - 第20話「美人姉妹の復讐」（1988年）

    - 第2シリーズ（1989年）
      - 第11話「税金に泣かされたおんな」（1989年） - 高倉喜十郎
      - 第18話「富くじに踊らされた悪女」（1989年） - 女郎屋の男

    - 第3シリーズ（1990年）
      - 第23話「女房に誓った鬼十手」（1991年） - 与吉
      - 第24話「偽装殺人!左ききの少女」（1991年）

    - 第4シリーズ（1991年 - 1992年）
      - 第9話「悪事を働く形見の十手」（1992年） - 権三の手下
      - 第25話「裏切りの矢!八丈島から来た女」（1992年） - 虎吉

    - 第5シリーズ（1993年）
      - 第3話「狙われた女盗賊」（1993年）
      - 第5話「嫁と舅とお目付桜」（1993年）
      - 第12話「女の斗い!風呂屋乗っ取りの罠」（1993年）
      - 第21話「裏切った悪女!」（1993年）
      - 第26話「若年寄を救った女」（1993年）

    - 第6シリーズ（1994年 - 1995年）
      - 第1話「（秘）大奥女中謎の死」（1994年） - 浪人
      - 第8話「上方女の真剣勝負」（1994年） - 丑松

    - 第7シリーズ（1995年 - 1996年）
      - 第9話「謎の銃声!女は待っていた」（1995年） - 筧十蔵
      - 第10話「赤猫まねき!?狙撃された桜吹雪」（1995年） - 死神の宇之吉

  - 遠山の金さんVS女ねずみ（1997年、テレビ朝日 / 東映）
    - 第2話「鏡の中の殺人トリック」（1997年）
    - 第20話「仕掛け花火の怪!焼死体が歩く」（1997年）

  - 金さんVS女ねずみ（1998年、テレビ朝日 / 東映）
    - 第9話「若き日の奉行を愛した女」（1998年）
    - 第14話「恐怖の三味線通り魔」（1998年）

  - 遠山の金さん（松平健版） （2007年、テレビ朝日 / 東映）
- 隼人が来る 第24話「里隠れの忍者」（1973年、フジテレビ / 東映）
- 新選組 （1973年、フジテレビ / 東映）
  - 第1話「芹沢鴨死す 豪雨止まず」 - 新選組隊士
  - 第2話「池田屋にきらめく白刃」 - 薩摩藩士・北添佶麿
  - 第4話「千本通りに消えた銃声」 - 倒幕浪士（ノンクレジット）
  - 第5話「桂小五郎襲撃の夜」 - 倒幕浪士（ノンクレジット）
  - 第16話「誠の旗伏見へ」 - 倒幕浪士
- 江戸を斬る（TBS / C.A.L）
  - 江戸を斬る 梓右近隠密帳（1973年 - 1974年）
    - 第1話「江戸を斬る」（1973年9月24日） - 部屋住みの一人
    - 第2話「将軍の密使」（1973年10月1日） - チンピラ
    - 第9話「決闘鍵屋の辻」（1973年11月19日） - 由井正雪の門弟
    - 第15話「笹野権三誉れの仇討ち」（1974年1月7日） - 笹野権三の手下

  - 江戸を斬るII（1975年 - 1976年）
    - 第16話「燃える牢獄」（1976年2月23日） - 役人（下士）
    - 第17話「雛まつり殺人事件」（1976年3月1日） - やくざ

  - 江戸を斬るIII（1977年）
    - 第1話「江戸を斬る」（1977年1月17日）-  浪人（盗賊野分けの庄五郎一味の一人）
    - 第19話「どじな兄貴の妹思い」（1977年5月23日） - 職人

  - 江戸を斬るV（1980年）
    - 第5話「戦慄！殺しの請負人」（1980年3月17日） - 客
    - 第6話「使えぬ右手が謎を解く」（1980年3月24日）
    - 第7話「御用金奪還! 暁の追跡」（1980年3月31日）- 岩松
    - 第8話「おゆきに似てた女掏摸」（1980年4月7日） - やくざ
    - 第10話「当り富札は殺しの番号」（1980年4月21日） - 大工
    - 第13話「酔っていた目撃者」 - 三次（三河屋の用心棒）
    - 第16話「紫頭巾の復讐鬼」（1980年6月2日） - 若い衆
    - 第18話「恐怖！嵐の夜の侵入者」（1980年6月16日） - 賊の一人 → 駕籠屋（二役）
    - 第20話「母恋しぐれ」（1980年6月30日） - 炭問屋の用心棒
    - 第21話「姿なき脅迫者」（1980年7月7日） - 賭場の中盆
    - 第22話「蜆を売ってた若殿様」（1980年7月14日） - チンピラ → 供侍（二役）
    - 第24話「瞼の母は女掏摸」（1980年7月28日） - 通行人
    - 第25話「嵐にひそむ非情の罠」（1980年8月4日） - 口入れ屋の用心棒

  - 江戸を斬るVI（1981年）
    - 第1話「捕物小町初手柄」（1981年2月16日） - 警護の藩士
    - 第3話「雛祭りの夜の恐怖」（1981年3月2日） - 霞の五郎蔵一味の手下
    - 第5話「消えた怪盗土蜘蛛十蔵」（1981年3月16日） - 土蜘蛛の十蔵の手下
    - 第9話「闇に消えた江戸小町」（1981年4月13日） - 町人
    - 第11話「願いをかけた釣忍」（1981年4月27日） - 盗っ人の一味
    - 第12話「鍾馗が解いた贋金事件」（1981年5月4日） - 水夫の一人
    - 第15話「お千代を襲う恐怖の影」（1981年5月25日） - 山鷹組の用心棒
    - 第17話「おゆきに惚れたいい男」（1981年6月8日）
    - 第21話「十手で物言う悪い奴」（1981年7月6日） - 賭場の中盆
    - 第22話「小鈴に誓った恋三味線」（1981年7月13日） - 先生方の一人
    - 第23話「酒に溺れた居合い抜き」（1981年7月20日） - 藤十
    - 第25話「闇に浮かぶ怨みの影」（1981年8月3日） - 用心棒
    - 第26話「掏った財布が無実の証」（1981年8月10日） - 町奉行の捕り方
    - 第27話「脅迫された町奉行」（1981年8月17日） - 賭場の中盆
    - 第28話「おゆき誘拐危機一髪」（1981年8月24日） - 書役 → 浪人（二役）

  - 江戸を斬るVII（1987年）
    - 第3話「島抜けの謎を追え」（1987年2月9日） - 賊の手下
    - 第5話「潜入深川無法地帯」（1987年2月23日） - シマの住人 → 賭場の中盆（二役）
    - 第6話「桃の節句の鬼退治」（1987年3月2日） - 北町奉行同心の一人 → 誘拐犯（二役）
    - 第7話「恐怖の凶賊 紅蝙蝠」（1987年3月9日） - 北町奉行同心の一人 → 捕り方の下っ端（二役）
    - 第9話「幼い脅迫者」（1987年3月23日） - 捨吉
    - 第12話「裏切り盗っ人仁義」（1987年4月13日） - 丹次一味
    - 第16話「陰謀砕く孤独の剣」（1987年5月11日） - 留守居役付きの悪方藩士の頭
    - 第17話「闇を走る暗殺集団」（1987年5月18日） - 刺客
    - 第20話「悲願叶えた遠山桜」（1987年6月8日） - 志麿屋の用心棒
    - 第26話「同心長屋に隠し妻」（1987年7月21日） - 相模屋（白首長屋）の用心棒
    - 第27話「復讐！姉弟蛇皮線」（1987年7月27日） - 阿蘭陀屋の用心棒
    - 第28話「過去を秘めた女」（1987年8月3日） - チンピラ

  - 江戸を斬るVIII（1994年）
    - 第1話「江戸を斬る」（1994年1月31日） - 典膳の手下
    - 第3話「悪が群がる地獄島」（1994年2月14日） - 越中
    - 第8話「悪たれ婆さんの涙」（1994年3月21日） - 用心棒
    - 第9話「桜吹雪の大芝居」（1994年3月28日） - 藩士
    - 第11話「命を賭けた御用旅」（1994年4月11日） - 地元民 → 賊一味（二役）
    - 第13話「愛しい娘が殺人者」（1994年4月25日） - やくざの用心棒
    - 第17話「仮面の下で笑う奴」（1994年5月23日） - 佐原屋に雇われた用心棒
    - 第21話「遠山狙う能面の女」（1994年6月20日） - 権次（商人の手下）
    - 第24話「贋金の夢を見た」（1994年7月1日） - やくざの手下 → 用心棒（二役）
    - 第25話「復讐剣が闇を裂く」（1994年7月18日） - 捕り方（回想シーン）
    - 第26話「将軍暗殺の陰謀」（1994年7月25日） - 用心棒
- ぶらり信兵衛 道場破り 第31話「もらい水」（1974年5月16日、フジテレビ / 東映）
- 次郎長三国志 第2話 （1974年、NET）
- 十手無用 九丁堀事件帖 第5話「この道ご用心」（1975年、日本テレビ） - 本多弾正の家臣
- 徳川三国志 （1975年 - 1976年、NET / 東映）
  - 第4話「若君の危機」（1975年11月12日）
  - 第25話「由比正雪ついに起つ！」（1976年4月14日）
- 賞金稼ぎ （1975年、NET / 東映）
  - 第5話「地獄のハンター」 - 猪之吉
  - 第11話「宿場のガンスモーク」 - 巴屋の手下
  - 第16話「忍びのテクニック」 - 麻薬組織の一員
  - 第22話「コンバットの報酬」 - 一揆の百姓
- 影同心シリーズ（毎日放送）
  - 影同心
    - 第9話「あぶな絵殺し節」（1975年） - 安蔵
    - 第27話「赤いしごきの殺し節」（1975年） - 菊の井の用心棒

  - 影同心II 第18話「身代わりの報酬」（1976年） - 又平
- 五街道まっしぐら! 第8話「三国峠に鬼女が舞う」（1976年、NET / 東映）
- 桃太郎侍 （1976年 - 1981年、日本テレビ / 東映）
  - 第1話「八百八町罷り通る」（1976年10月3日） - ベタ
  - 第3話「大名屋敷に鬼二匹」（1976年10月17日） - 藩士
  - 第21話「浮世絵の女」（1977年2月27日） - 浪人
  - 第25話「母子の夢を斬った鬼」（1977年3月27日） - 家臣
  - 第32話「幼なじみにご用心！」（1977年5月15日） - 藩士
  - 第34話「儚い恋の花いちもんめ」（1977年5月29日） - ベタ
  - 第41話「怒りの刃を振り上げろ！」（1977年7月17日） - 鉄翁の家来
  - 第45話「からくり武士道」（1977年8月14日） - 藩士
  - 第48話「黒い鼠に数え唄」（1977年9月4日） - 道場の浪人
  - 第49話「男いちずの灯が消えた！」（1977年9月11日） - 大黒屋の手下
  - 第61話「浮世の水は辛かった！」（1977年12月4日） - 遠州屋の手下のごろつき
  - 第68話「浮かれ女も恋をする」（1978年1月29日） - 客
  - 第85話「女金貸し鬼より怖い」（1978年5月28日） - 暗殺者
  - 第86話「大当り貧乏くじ」（1978年6月4日） - チンピラ
  - 第87話「鶴が啼く岸辺」（1978年6月11日） - 貴三郎の配下
  - 第89話「家出した放蕩おやじ」（1978年6月25）
  - 第90話「良薬は苦すぎた」（1978年7月2日） - 八周の下役
  - 第93話「絵馬堂の家出軍団」（1978年7月23日） - 木曽屋の職人 → チンピラ（二役）
  - 第99話「引越して来たスゴい奴」（1978年9月3日） - 家老の家臣
  - 第101話「お毒味された悪だくみ」（1978年9月17日） - 浪人
  - 第109話「笛吹き若様町人志願」（1978年11月12日） - 江戸家老の家臣
  - 第121話「すずめの剣術修業」（1979年2月11日） - 安藤の家来
  - 第124話「日本一の暴れ熊」（1979年3月4日） - 船手奉行の家臣
  - 第125話「福の神だと云う女」（1979年3月11日） - 旗本の家臣
  - 第126話「看板娘を狙う鬼」（1979年3月18日） - 浪人
  - 第131話「母子涙のわかれ道」（1979年4月22日） - 侍
  - 第132話「男の別れに散る桜」（1979年4月29日） - 渡部の家来
  - 第138話「血槍武士道」（1979年6月10日） - 旗本仲間
  - 第140話「男涙のおけさ節」（1979年6月24日）
  - 第144話「幇間涙あり！」（1979年7月22日）
  - 第150話「オーイ！出てこい三千両」（1979年9月2日） - 酔漢の一人 → 家臣（二役）
  - 第153話「父の敵は桃太郎」（1979年9月23日） - 浪人
  - 第158話「父子で彫った愛の面」（1979年10月28日） - 酒井の家来
  - 第162話「顔に傷のある女」（1979年11月25日） - 大工の団体の一人 → 旗本の家臣（二役）
  - 第167話「飛んで火に入る仇討娘」（1979年12月30日） - 作事奉行の家臣
  - 第168話「よろず心配ごと指南」（1980年1月6日） - 職人 → 大目付の家来（二役）
  - 第174話「お化け長屋のタヌキ騒動」（1980年2月17日） - 旗本の家臣
  - 第175話「嘘からでた親孝行」（1980年2月24日） - 側用人の配下
  - 第178話「アバタもエクボ」（1980年3月16日） - 町奉行の家臣
  - 第184話「いかさま武士道」（1980年4月27日） - 稲葉家の家来
  - 第188話「皿にかかれた人生模様」（1980年5月25日） - 勘定奉行の家臣
  - 第190話「はぐれ女のいのち花」（1980年6月8日） - 町衆の一人 → 綱木の家来（二役）
  - 第191話「人情まわり舞台」（1980年6月15日） - 細川の家来
  - 第194話「大江戸娘番長」（1980年7月6日） - 奉行の家臣
  - 第195話「桃太郎はかぐや姫？」（1980年7月13日） - 御舎弟の家来
  - 第197話「売れ残り志願」（1980年7月27日） - 肥後守の家来
  - 第198話「この子どこの子だあれの子」（1980年8月3日） - 奉行の家臣
  - 第199話「親子を取り持つ一ツ毬」（1980年8月10日） - 用心棒の先生
  - 第200話「つばめの恩返し」（1980年8月17日）
  - 第206話「さようなら！ すずめちゃん」（1980年9月28日） - 家老派藩士
  - 第207話「ちどり・かもめ只今特訓中！」（1980年10月5日） - 町奉行の家臣
  - 第210話「悲願！仲人百組目」（1980年10月26日） - 人足
  - 第217話「その処刑許さん！」（1980年12月14日） - 部下の同心
  - 第218話「十年目のお化け長屋」（1980年12月21日） - チンピラ
  - 第219話「悪ガキ塾の桃太郎」（1980年12月28日） - 作事奉行の家臣
  - 第222話「出世、ご免蒙ります」（1981年1月25日） - 賭場の壺振り → 南の奉行の家臣（二役）
  - 第223話「娘剣法一番勝負」（1981年2月1日） - 家老の家臣
  - 第229話「奇術か魔術か、恋女房」（1981年3月15日） - 料亭で小博打を打っている客
  - 第231話「お伊勢参りは御難旅」（1981年3月29日） - 次席家老の家臣
  - 第233話「遠州路の決闘！」（1981年4月12日） - 用心棒
  - 第236話「世間知らずの若様作家」（1981年5月3日） - 勘定奉行の家臣
  - 第237話「べらんめえ箱入り娘」（1981年5月10日） - 旗本の家臣
  - 第239話「恋って奴ァむずかしい！」（1981年5月24日） - 船奉行の家臣
  - 第240話「桃太郎命ぎりぎり」（1981年5月31日） - 配下
  - 第241話「赤い首輪をつけた猫」（1981年6月7日） - 次席家老の家臣
  - 第244話「義賊の恋」（1981年6月21日） - 北町奉行の家臣
  - 第245話「涙ボロボロ唐辛子」（1981年6月28日）
  - 第246話「親子喧嘩を食った鬼」（1981年7月5日）
  - 第247話「渡世の意地通します」（1981年7月12日） - チンピラの一人 → 寺社奉行の家臣（二役）
  - 第248話「勝手知ったる他人の店」（1981年7月19日） - 賊の一味
  - 第252話「花の吉原学問修行」（1981年8月16日） - 普請奉行の家臣
  - 第254話「望みかなった新妻の座」（1981年8月30日） - 勘定奉行の家臣
  - 第255話「お化け長屋の御隠居さん」（1981年9月6日） - 江戸家老の家臣
  - 第256話「人生、グチあり笑いあり」（1981年9月13日） - 中間・勘平
  - 第258話「さらば桃太郎」（1981年9月27日）
- 人形佐七捕物帳 （1977年、テレビ朝日 / 東映）
  - 第4話「過去を見失った男」 - やくざ者
  - 第12話「寅の日は御用の日」 - 亀吉
  - 第24話「他人の名で死ぬ男」 - 弥八の配下
  - 第28話「護送し損ねた幸福」 - 盗賊一味
  - 第34話「逆夢を買った女」 - ならず者
- 新 木枯し紋次郎 第14話「白刃を縛る五日の掟」（1978年、東京12チャンネル）
- 柳生一族の陰謀 （関西テレビ / 東映） - 裏柳生衆・キタノ ※第1話、第2話は柳生忍者・黒丸として出演
  - 第1話「将軍毒殺」（1978年10月3日）、第2話「美女のいけにえ」（1978年10月10日） - 柳生忍者・黒丸
  - 第6話「根来忍者は死なず」（1978年11月7日）
  - 第10話「血ぬられた婚礼」（1978年12月5日）
  - 第11話「幻の混血美女」（1978年12月12日）
  - 第12話「赤い花が死を呼んだ」（1978年12月19日）
  - 第14話「魔性の館」（1979年1月2日）
  - 第15話「不倫の妖刀」（1979年1月9日）
  - 第17話「白い毒蜘蛛」（1979年1月23日）
  - 第19話「髪の罠（わな）」（1979年2月6日）
  - 第21話「夕焼に恨みが残った」（1979年2月20日）
  - 第23話「宮本武蔵の首を取れ!」（1979年3月6日）
  - 第25話「禁じられた殺意」（1979年3月20日）
  - 第27話「美女と野獣」（1979年4月3日）
  - 第28話「闇に光る眼」（1979年4月10日）
  - 第29話「女忍の密書」（1979年4月17日）
  - 第32話「姿なき敵」（1979年5月8日）
  - 第33話「黒猫の恐怖」（1979年5月15日）
  - 第38話「十兵衛を殺せ!」（1979年6月19日）
  - 第39話「さらば!柳生」（1979年6月26日）
- 宇宙からのメッセージ・銀河大戦 第4話（1978年、テレビ朝日 / 東映） - 宇宙忍者ヒビト
- 大都会シリーズ （日本テレビ / 石原プロ）
  - 大都会 PARTII 第35話「危機迫る賭け」（1977年） - 神山イワオ
  - 大都会 PARTIII
    - 第1話「帰ってきた黒岩軍団」（1978年） - 佐々木トシオ
    - 第22話「横須賀ストーリー」（1979年） - 桜井
- 暴れん坊将軍（テレビ朝日 / 東映）
  - 吉宗評判記 暴れん坊将軍（1978年 - 1982年）
    - 第1話「春一番! 江戸の明星」（1978年1月7日） - 囚人
    - 第12話「紀州から来た凄い女」（1978年4月1日） - 紋次
    - 第26話「朝寝朝酒で出世した男」（1978年7月15日） - 子分
    - 第39話「琉球渡来の甘い罠」（1978年11月11日） - 仲間奴
    - 第41話「切腹! 酒呑み代官」（1978年12月2日） - 寺のごろん棒
    - 第81話「姿なき勇士たち」（1979年9月29日） - 伊賀者（不満派）
    - 第85話「富士が見ていたあばれ槍」（1979年11月3日） - 権造
    - 第86話「天下御免の大泥棒」（1979年11月10日） - 入牢罪人 → 鳴海屋の用心棒
    - 第100話「天下御免のにせ将軍」（1980年2月16日） - 配膳役
    - 第101話「八百万石を担ぐ男」（1980年2月23日） - 服部
    - 第106話「将軍はんて何んどすえ?」（1980年4月5日） - 家士
    - 第107話「あわれ、女お庭番」（1980年4月12日） - 駕人足
    - 第122話「知るや南のうらみ節」（1980年7月26日） - 隼人の配下
    - 第136話「火の山に賭けた女」（1980年11月8日） - 野田
    - 第151話「山吹色の佐渡おけさ」（1981年3月7日） - 宇吉
    - 第164話「心の鎖は人情で裂け!」（1981年6月13日） - 蜂助
    - 第170話「血斗! 甲州笛吹川」（1981年8月1日） - 権太夫
    - 第194話「名もなく貧しき母子草」（1982年1月23日） - 勘十
    - 第195話「磯の香りはおっかあの味」(1982年1月30日)　- 刀売りの浪人
    - 第197話「河豚より怖し小判鮫」（1982年2月13日） - 飯屋の客
    - 第198話「あわれ、残んの花ちりぬ」（1982年2月20日） - 浪人
    - 第200話「泣き笑い大江戸三人娘」（1982年3月6日） - 家臣
    - 第201話「酔いどれ十手一番手柄」（1982年3月13日） - 与八
    - 第203話「雪崩に消えた恋の花」（1982年3月27日） - 家臣

  - 暴れん坊将軍II（1983年 - 1987年）
    - 第11話「花散る里の夢見鳥」（1983年） - 清六
    - 第16話「鬼が棲む浮世風呂」（1983年） - 立花屋の一味
    - 第20話「花札地獄の甘い罠」（1983年） - 浦山
    - 第34話「犬も喰わないめ組の喧嘩!?」（1983年） - 役人（一）
    - 第44話「必殺! 顔のない男」（1984年） - 影の男
    - 第52話「母よ喜べ 親父が立った!」（1984年） - 勘八
    - 第62話「ほとんどビョーキの出たがり娘!」（1984年） - 仙八
    - 第72話「座布団の雨・上様初舞台!」（1984年） - 馬淵
    - 第84話「命みじかく 燃やせ初恋!」（1984年） - 須貝
    - 第95話「心やさしき仇討選手」（1985年） - 車曳き（一）
    - 第101話「吉宗 越前 白洲の対決!」（1985年） - 亥助
    - 第114話「借金取りを呑んだ女」（1985年）
    - 第116話「大奥を盗みに来た女」（1985年） - 十蔵
    - 第132話「弁天様の甘い誘惑!」（1985年） - 浪人（一）
    - 第140話「風雲八ヶ岳、男の祭り唄!」（1986年） - 武蔵屋用心棒
    - 第142話「捨て子の父は辰五郎!?」（1986年） - 侍（一）
    - 第144話「吉宗が愛した悪女」（1986年） - 郡上藩士
    - 第146話「ちゃんを返して、将軍様!」（1986年） - 安藤家家臣
    - 第151話「あゝ、嫁入り志願三人娘!」（1986年） - 左田次郎
    - 第164話「夫婦飛脚の夢たより!」（1986年）
    - 第167話「稲妻に裂かれた二人旅!」（1986年） - 高沢
    - 第176話「決戦前夜の仮祝言!」（1986年） - 甚太
    - 第188話「俺がまことの吉宗だ!」（1987年） - 太田左内
    - 最終話「大暴れ! しばし名残の二人旅」（1987年） - 山伏

  - 暴れん坊将軍III（1988年 - 1990年）
    - 第10話「逆転！必死の王手飛車取り」（1988年） - 用心棒
    - 第14話「春の宴に舞う女」（1988年） - 盗っ人の一人
    - 第15話「妻を斬った男」（1988年）
    - 第17話「ちゃんにとどけ! 江戸ばやし」（1988年）
    - 第35話「秘めた駆け落ち、涙のかんざし」（1988年） - 渡世人
    - 第48話「恋も思案のおてんば剣法」（1989年） - 木田伝八郎
    - 第50話新春SP「初富士の花嫁、吉宗の禁じられた恋」（1989年）
    - 第78話「危うし! 妖刀に正義ありや」（1989年） - 盗賊
    - 第83話（SP）「危うし将軍の座! 吉宗試練の目安箱」（1989年）
    - 第88話「いなせ新さん大奥を斬る!」（1989年） - 遊び人
    - 第99話「女ふたり許されぬ夢」（1990年） - 長崎無宿竜蔵
    - 第106話春のSP「激闘! 大阪城 吉宗に挑む豊臣一族!」（1990年） - 飴売り、桐屋一族の手下、一族の家来
    - 第118話「吉宗 まさかの刑場破り!」（1990年） - 浪人
    - 第120話「地獄へ道連れ! 美女と将軍」（1990年） - 海坊主

  - 暴れん坊将軍IV（1991年 - 1992年）
    - 第1話（SP）「ご生母、謎の失踪! 吉宗、江戸城決戦春一番!!」（1991年）
    - 第15話「酔いどれ女の風車」（1991年） - 浪人
    - 第19話「夢を撃った六連発!」（1991年）
    - 第26話（SP）「江戸城反乱! 連判状に仕掛けられた罠!!」（1991年）
    - 第42話「女賞金稼ぎ 子連れ旅!」（1992年） - 宮本
    - 第50話「血涙!愛しき忠義」（1992年） - 中間（二）
    - 第61話「嵐呼ぶよな島帰り!」（1992年） - 戸田甚内

  - 暴れん坊将軍V（1993年 - 1994年）
    - 第8話「母の願いは人斬り稼業?!」悪侍の仲間（1993年）
    - 第10話「一目惚れ、仲よく危機一髪!」（1993年） - 金井
    - 第11話「悲恋の仇討ち免状」（1993年） - 桑山
    - 第26話「刃傷! 慕情消えやらず」（1993年） - 河合
    - 第44話「春を呼んだ喧嘩そば!」（1994年） - 船頭

  - 暴れん坊将軍VI（1994年 - 1996年）
    - 第10話「おいらん高尾太夫の正夢」（1994年） - 仁助
    - 第44話「大江戸あばれ主従」（1995年） - 浪人

  - 暴れん坊将軍VII（1996年 - 1997年）
    - 第5話「卯之吉の死神退治」（1996年） - 駒田
    - 第7話「愛妻騎馬奉行」（1996年）
    - 第10話「夢で拾った百両」（1996年） - 旗本
    - 第12話「め組の喧嘩! 二人の女房」（1996年）

  - 暴れん坊将軍VIII（1997年 - 1998年）
    - 第13話「欲望のくし 美しき人妻の苦悩」（1997年） - 吉岡半兵衛

  - 暴れん坊将軍IX（1998年 - 1999年）
    - 第1話「遊郭に仕掛けられた罠 吉宗VS闇将軍」（1998年） - 用心棒の浪人
    - 第12話「吉宗危機一髪! 美しき婚約者の献身」（1999年） - 村上
    - 第17話「乙女の叫び 私の命をさしあげます!」（1999年）
    - 第20話「燃え上る恋の炎! 出世を捨てた若大名」（1999年） - 猿渡
    - 第34話「女お庭番の涙 怪盗夜がらすの正体は?」（1999年） - 喜八

  - 暴れん坊将軍X（2000年）
    - 第7話「襲われたお見合い! 家出姫の危ない決断」 - 用心棒
    - 第13話「肝っ玉おっ母ァ危機一髪! 偽金作りの人質は初孫」 - 幕臣、船頭、破落戸、石崎の家来（1人4役）
    - 第17話「仕組まれた旦那殺し 絵草紙屋の女の秘密」- 用心棒

  - 暴れん坊将軍 800回新春スペシャル（2001年） - 石丸又之丞
  - 暴れん坊将軍XI（2001年）
    - 第1話「吉宗、炎の生還!」
    - 第6話「お杏が殺した男!?」
    - 第13話「ムコ殿は上様?」
    - 第16話「め組出入り禁止令! 子守をする吉宗」
    - 第18話「吉宗、人生最悪の日!?」

  - 暴れん坊将軍XII（2002年）
    - 第6話「怪盗キツネ小僧! 裏切られた幼な心」
    - 第8話「大岡越前切腹!! 吉宗苦悩の決断!」
    - 第10話「雨の訪問者、牢獄に通う吉宗の母」 - 悪徳商人栄屋用心棒

  - 暴れん坊将軍 春のスペシャル 「将軍生母襲撃! 一途な恋に生きる女」（2004年）
- 新・座頭市 第2シリーズ （1978年、フジテレビ）
  - 第2話「目なしだるまに春が来た」 - やくざ者
  - 第12話「雨あがり」 - やくざの子分
- 風鈴捕物帳（1978年、テレビ朝日 / 東映）
  - 第4話「血染めの贋小判」（1978年11月16日） - 駕籠屋
  - 第9話「父娘を結ぶ銀の駒」（1978年12月21日） - 賭場の中盆
- 大追跡 第9話「現金輸送車強奪」（1978年、日本テレビ / 東宝） - 古田史郎
- 姿三四郎 第19話 （1978年、日本テレビ / 東宝）  - 松木天洋（張都司）
- 八丁堀暴れ軍団（東京12チャンネル / C.A.L）
  - 第5話「江戸の闇夜に女狐が哭いた」（1979年） - 音吉
  - 第10話「人相書強奪の罠」（1979年） - 権三
- 赤穂浪士 （1979年、テレビ朝日） - 吉良上野介の付き人
- 長七郎天下ご免! （1979年 - 1982年、日本テレビ / 東映）
  - 第1話「日本晴れ大江戸囃子」（1979年10月25日）
  - 第5話「情け！高麗人参」（1979年11月22日） - 船頭
  - 第7話「あきない札を喰った奴」（1979年12月6日） - 同心（要員）
  - 第8話「無常！江戸に散る花」（1979年12月13日）
  - 第9話「雪どけを待つ女」（1979年12月20日） - 旗本家来
  - 第13話「吾兵衛が惚れた！」（1980年1月31日）
  - 第21話「初売り！命を的のかわら版」（1980年3月27日） - （雇われ）浪人
  - 第25話「春を呼ぶ鉄火飛脚」（1980年4月24日）
  - 第28話「おとこの誠に目を覚ませ！」（1980年5月15日）
  - 第29話「紫頭巾の女」（1980年5月22日） - 民部の家来
  - 第30話「なみだが笑った嫁御寮」（1980年5月29日） - 佐野藩士
  - 第32話「やさぐれ鴉が虹を見た！」（1980年6月12日）
  - 第34話「巾着切りと玉の輿」（1980年6月26日） - 柳田（浪人の頭）
  - 第39話「母恋い夢枕」（1980年7月31日）
  - 第40話「情けで築いた江戸堤」（1980年8月7日） - 梅造（盗賊）
  - 第43話「死に損ないの夢に咲け！」（1980年9月11日） - 狛江の家臣
  - 第45話「誰がための花かんざし」（1980年9月25日） - 加賀屋に太刀を渡す役回り
  - 第46話「情けが仇の父娘草」（1980年10月9日） - 侍
  - 第49話「仇討ち・木曽節しぐれ茶屋」（1980年10月30日） - ごろつき
  - 第52話「一揆！太助がさらわれた！？」（1980年11月27日） - 岡部の配下の藩士
  - 第53話「かりそめの花嫁衣裳」（1980年12月4日） - 藩士
  - 第55話「江戸一番！土くれ剣法」（1980年12月18日） - 宍戸藩士
  - 第57話「米なき里の豊年踊り」（1981年1月8日） - 藩士
  - 第60話「紅蓮の海に故郷を見た！」（1981年2月5日）
  - 第65話「鬼っ子江戸を走る！」（1981年3月12日） - 若年寄の家来
  - 第68話「返上！偽りの上意討ち」（1981年4月16日）
  - 第69話「二人ぼっちの江戸の青春」（1981年4月23日）
  - 第70話「笛に情けの花が散る」（1981年4月30日） - 浪人 → 能登守の家臣（二役）
  - 第73話「母の祈りの祭り太鼓」（1981年5月21日） - 野次馬 → 藩士（二役）
  - 第74話「ばってん！母恋い活人拳」（1981年5月28日） - 橋本屋の雇われチンピラ
  - 第75話「女の罠のうらおもて」（1981年6月4日） - 堀田の家来
  - 第77話「三万両の焦熱地獄」（1981年　6月18日） - 土屋の家来
  - 第78話「姉弟いのち！仙十郎受難」（1981年6月25日） - 草壁の家来（浪人）
  - 第79話「嗚呼！幻の両国橋」（1981年7月2日） - 作事奉行・深江の家来
  - 第80話「裏切り、花街なみだ糸」（1981年7月9日） - 若年寄・鳥居の家来
  - 第83話「頑張れ！日本橋の福の神」（1981年7月30日） - 梶原の家来（浪人）
  - 第88話「訴状が舞った黒潮しぶき」（1981年9月10日） - 町人 → 家来（二役）
  - 第89話「命かけ橋 別れ橋」（1981年9月17日） - 小普請支配・中村の家来
  - 第92話「命賭けます！忍び恋」（1981年10月15日） - 用心棒
  - 第98話「さすらい父子の朝焼け街道」（1981年12月3日） - 犬上の家来
  - 第103話「春ごよみ人情宝船」（1982年1月14日）
  - 第105話「いのち再び夢鏡」（1982年1月28日） - 浜乃屋の従業員
  - 第107話「げんこつ涙の子守唄」（1982年2月11日） - 屋台蕎麦を食べていた職人
  - 第108話「見ざる言わざる父娘ざる」（1982年2月18日） - 中村藩士
  - 第113話「春風、旅立ち、別れ雲」（1982年3月25日） - 稲垣配下の忍び
- 新五捕物帳（日本テレビ / ユニオン映画）
  - 第86話「雁が渡る心の旅路」（1979年）
  - 第87話「明日なき恋」（1979年）
  - 第100話「風車の唄」（1980年） - 市之進
- 大捜査線　第1話「撃て加納明」（1980年1月10日、フジテレビ）　管井正二
- 影の軍団シリーズ（関西テレビ / 東映）
  - 服部半蔵 影の軍団（1980年）
    - 第1話「虎は嵐に爪をとぐ」 - 忍び
    - 第2話「闇に潜む牝豹」- 大猿の下忍
    - 第16話「ヤバイ女に手を出すな!」
    - 第24話「戦慄! 処女のいけにえ」 - 牧口
    - 第26話「魔境・呪いの横笛」
    - 第27話「乱入! 女湯の24時間」 - 甲賀衆

  - 影の軍団II 第9話「呪われた抱擁」（1981年12月1日） - 大三郎
  - 影の軍団III（1982年）
    - 第1話「二つの顔の男」
    - 第3話「忍びの虫は掃除虫」
    - 第13話「女相続人の秘密」
    - 第18話「生きていた幽霊」 - 岡っ引

  - 影の軍団IV（1985年）
    - 第5話「妖精は三度殺られる」
    - 第7話「黒髪の処刑台」 - 戸沢外記
    - 第9話「拾った女に手を出すな!」 - 東次

  - 影の軍団 幕末編（1985年）
    - 第35話「殺しの鈴は闇に鳴る」 - 関所の役人頭
    - 第38話「密偵の愛・らぁぶ・ゆう」 - 三郎
- 柳生あばれ旅シリーズ （1980年 - 1983年、テレビ朝日 / 東映）
  - 柳生あばれ旅 （1980年 - 1981年）
    - 第4話「関所狸の七変化 -箱根-」（1980年11月4日） - 三助
    - 第6話「網にかかった人魚 -吉原-」（11月18日） - 細川藩士
    - 第10話「地獄屋敷の天使-掛川-」（12月16日） - 風の三郎左
    - 第20話「壺振り女の恨み節-四日市-」（1981年2月24日） - 長次

  - 柳生十兵衛あばれ旅 （1982年 - 1983年）
    - 第1話「風雲渦巻く中仙道-日本橋-」（1982年10月19日） - 深山正兵衛
    - 第13話「狼の群の中へ」（1983年1月11日） - 熊沢竜之助
    - 第19話「血の山の子守唄」（1983年2月22日） - 薩摩隠密組
    - 第20話「火薬に挑む乙女」（1983年3月1日） - 足軽
    - 第22話「裏切りの忍び文字」（1983年3月15日） - 村雨玄斎
    - 第25話「女忍者、暁に散る」（1983年4月19日） - 甲賀忍者
    - 第26話「明日よ、風に舞え」（1983年4月26日） - 薩摩忍者
- 大激闘マッドポリス'80 第10話「処刑儀式」（1980年、日本テレビ / 東映）
- 徳川の女たち 第一部「華麗春日局」（1980年、フジテレビ） - 権太
- 雪姫隠密道中記（1980年、毎日放送 / S.H.P）
  - 第3話「狸の又平 槍の仇討 -唐津-」（1980年4月19日）
  - 第5話「地獄で聞いた鈴音 -下関-」（1980年5月3日） - 賭場の中盆
  - 第14話「父恋し母子唄 -伊勢-」（1980年7月5日） - やくざ
  - 第15話「焼蛤剣法の助太刀 -桑名-」（1980年7月12日） - 道場の客
  - 第16話「もっこ担いで悪退治 -名古屋-」（1980年7月19日） - やくざ → 家士（二役）
  - 第18話「怒りの十手 -浜松-」（1980年8月2日） - 滝蔵（やくざ・浜乃屋の若頭）
  - 第20話「危い財布に手を出すな -清水-」（1980年8月16日） - 伊勢参りをする人
  - 第21話「襲われた御用金 -沼津-」（1980年8月23日） - 賊の一人
- 大江戸捜査網 第458話「十手に賭けた同心魂」（1980年、東京12チャンネル / 三船プロ） - 甲賀衆の組頭・霞
- 西部警察シリーズ （テレビ朝日 / 石原プロモーション）
  - 西部警察 (PART1)
    - 第30話「絶命・炎のハーレー」（1980年5月4日） - 爆弾魔・三ツ村弘道
    - 第50話「少女の叫び」（9月28日） - 連続宝石強盗殺人犯

  - 西部警察 PART-III
    - 1984年正月特番「燃える勇者たち（2時間スペシャル）」（1984年1月1日） - 若林
    - 第49話「激追!! 地を走る3億ドル -大阪・神戸篇-」（4月22日） - 軍司勝
- 悪党狩り（東京12チャンネル）
  - 第1話「地獄の道中手形」（1980年）
  - 第10話「赦免花の女」（1980年）
  - 第14話「義理に泣いた少年」（1981年） - 永代の喜助
  - 第18話「無実の炎に燃えた奴」（1981年） - 彦十
- 江戸の用心棒 第15話「喪服の花嫁」（1981年、フジテレビ、東宝 / 映像京都）
- 同心暁蘭之介 第25話「ひと質」（1981年 - 1982年、フジテレビ） - 藤堂平之進
- 時代劇スペシャル（1981年 - 1984年、フジテレビ）
  - 日本犯科帳・隠密奉行（1981年5月8日） - やくざ者
    - 日本犯科帳・隠密奉行 金沢編（1981年10月9日） - 加賀忍者

  - 清水次郎長〜勢揃い清水港（1981年10月2日）
  - 忍びの忠臣蔵（1981年12月18日） - 平野要
  - 隠密くずれⅡ 地獄の子守唄（1982年2月5日）
    - 隠密くずれⅢ 消えた大名行列（1983年3月18日）
    - 隠密くずれⅣ 変幻くノ一黄金城の秘密（1983年8月26日）

  - 紫頭巾 黄金の秘密（1982年2月19日） - 田沼意知の家臣
  - 丹下左膳 剣風!百万両の壺（1982年10月22日）
  - 地獄の左門十手無頼帖 将軍暗殺!（1983年1月21日） - 利助
    - 地獄の左門十手無頼帖 女菩薩供養（1983年7月8日） - 伝次郎

  - 御金蔵破り 佐渡の金山を狙え（1983年5月27日） - 刺客
  - 暗殺指令（1984年2月2日）
- 松平右近事件帳シリーズ（1982年 - 1983年、日本テレビ / ユニオン映画・六本木オフィス）
  - 松平右近事件帳（1982年 - 1983年）
    - 第1話「藪太郎参上！」（1982年3月28日） - 町人 → 延壽院の浪人（二役）
    - 第2話「花の吉原花魁殺し」 （1982年4月4日）
    - 第3話「恨みのかんざし」（1982年4月11日） - 賭場の客
    - 第4話「怪盗暗闇吉三」（1982年4月18日）
    - 第5話「大当たり千両くじ」（1982年4月25日） - 浪人
    - 第6話「お店者無情」（1982年5月2日） - 斬り込み隊長
    - 第7話「危うし！弥生局」（1982年5月9日） - 敵の忍者・秋山
    - 第9話「ほおずきを噛む女」（1982年5月16日） - 播磨屋の用心棒
    - 第17話「お犬様罷りとおる」（1982年7月18日） - 鶴造
    - 第21話「消えた花火職人」（1982年8月15日） - 表御番頭の家士
    - 第24話「鶴亀情話」（1982年9月5日） - 旗本の家来
    - 第25話「人情破れ傘」（1982年9月12日）
    - 第26話「お銀哀歌」（1982年9月19日） - 牢奉行の家臣
    - 第28話「女は二度夢を見た」（1982年10月3日） - 槍使い
    - 第31話「拐わかし」（1982年10月24日） - 男A
    - 第34話「義賊と鳥追い」（1982年11月14日）
    - 第35話「とどけ・涙の叫び」（1982年11月21日） - 「六法組」の一員
    - 第36話「狼に狙われた一人娘」（1982年11月28日）
    - 第38話「罠にはまった瓦版」（1982年12月12日）
    - 第40話「父娘を結ぶ青梅宿」（1983年1月2日） - 家臣
    - 第41話「ろくでなしの恩返し」（1983年1月9日） - 寺社奉行の家臣
    - 第42話「女賊 稲妻お松」（1983年1月16日）
    - 第43話「鴉の長吉 何故泣くか」（1983年1月23日） - 船手頭配下
    - 第44話「過去をもつ女にかかる濡れ衣」（1983年1月30日） - 勘定奉行配下の侍
    - 第46話「二人のおらん」（1983年2月13日） - 家老の家臣
    - 第48話「十手に賭けた命」（1983年2月27日） - 勘太
    - 第49話「忍びや哀れ」（1983年3月6日） - 豊前守の家来

  - 新・松平右近（1983年）
    - 第2話「父娘を結ぶ神田川」（1983年4月3日） - 勘定奉行の家臣
    - 第5話「花嫁売ります」（1983年5月1日） - 旗本の手下
    - 第7話「瞼の父の子守唄」（1983年5月15日） - 賊の浪人・赤松
    - 第12話「無縁坂に消えた男」（1983年6月19日）
    - 第16話「薮が名医で名医が薮か」 - 用心棒
    - 第19話「お夕慕情」 - 粂造（五郎蔵の手下）
    - 第22話「右近の旅立ち」（1983年9月4日） - 勘定奉行の家臣
- 源九郎旅日記 葵の暴れん坊（1982年 - 1983年、テレビ朝日 / 東映）
  - 第7話「大井川兄弟仁義」（1982年6月19日） - 士分
  - 第8話「いのち白浪恋の舞」（1982年6月26日） - 藩士
  - 第9話「ちゃんが命のざんげ金」（1982年7月3日） - やくざ者
  - 第10話「つっぱり囃子の子守唄」（1982年7月10日） - 次席家老の家臣
  - 第12話「黒潮、むぎ酒虎目付」（1982年7月31日） - 勘定奉行の家臣
  - 第13話「葵咲かせた白頭巾」（1982年8月7日） - 町奉行配下の侍
  - 第14話「なにわ娘の恋十手」（1982年8月14日） - 城代の家臣
  - 第15話「極楽とんぼのひとり旅」（1982年8月21日） - 襲撃現場にいる人（回想シーン） → 藩士（二役）
  - 第17話「瀬戸は夕焼け夫婦船」（1982年9月4日） - 用心棒
  - 第20話「燃やせ玄海！男の炎」（1982年9月18日） - 当八
  - 第21話「葉隠は金魚侍と見つけたり！」（1982年10月2日）- 町奉行の家臣
  - 第22話「肥後の影花わかれ花」（1982年10月9日） - 次席家老の家臣
  - 第23話「葵は薩摩の怨敵でごわす!」（1982年10月16日） - 幕府の隠密
  - 第26話「月に帰った三度笠」（1982年11月6日） - 役人
  - 第27話「さらば！湯の町残侠伝」（1982年11月13日） - 五郎兵衛の手下
  - 第28話「怒れ！いごっそう土佐鯨」（1982年11月20日） - 捕り方
  - 第29話「哀れ！小判の雨に死す」（1982年11月27日） - 家老の家臣
  - 第31話「すっぽん夫婦ながれ唄」（1982年12月11日） - 浪人
  - 第32話「神のお告げの夢おんな」（1982年12月18日） - 賊一味の浪人 → 目付配下の侍
  - 第33話「やがて愛でたき宮津節」（1982年12月25日） - 横目付の刀に水を注ぐ係
  - 第34話「黄金の伝説 大黒様と白兎」（1983年1月8日） - 次席家老配下の藩士
  - 第35話「荒海に哭く恋人形」（1983年1月15日） - 大目付の家臣
  - 第36話「奥能登にかけた蜃気楼」（1983年1月22日） - にせ源九郎
  - 第37話「孤剣に賭けた越後の女」（1983年1月29日） - 人足 → 侍（二役）
  - 第38話「駆けろ！げんこつ街道」（1983年2月5日） - 藩士
  - 第39話「陸奥みやげ三春駒」（1983年2月12日） - 側用人襲撃の覆面 → やくざの用心棒 → 藩士（三役）
  - 第40話「春を待つ夫婦だるま」（1983年2月19日） - 藩士
  - 第41話「はばたけ！あの雲の彼方へ！」（1983年2月26日） - 老中の家来
- 宇宙刑事ギャバン 第36話「恨みのロードショー 撮影所は魔空空間」（1982年12月17日、テレビ朝日 / 東映） - 侍
- 森繁久弥芸能生活50周年記念特別企画「栄花物語」（1983年11月12日、CX / 東映）
- 斬り捨て御免!第3シリーズ 第18話「赤い人魚は死神の使い」（1983年、テレビ東京 / 歌舞伎座テレビ） - 一宮（トウイッカン）
- 必殺シリーズ（朝日放送 / 松竹）
  - 必殺渡し人 第10話「湯女風呂で渡します」（1983年） - 武藤洋之助
  - 必殺仕事人V 第3話「加代、ゴリムリンを売る」（1985年） - 格之進
  - 必殺仕事人2009 第7話（2009年2月27日、テレビ朝日） - 香坂仁兵衛[注釈 1]
- 乾いて候 第1話「お毒見役参上！」（1984年、フジテレビ / 東映） - 甲賀忍者
- 長七郎江戸日記（日本テレビ / ユニオン映画・六本木オフィス）
  - 第1シリーズ（1983年 - 1986年）
    - 第1話「風流双面草子」（1983年10月18日）
    - 第2話「風流献上鷹始末」（1983年10月25日） - 江戸家老の家臣
    - 第4話「風流編笠節」（1983年11月8日） - 白束組
    - 第5話「風流みだれ囃子」（1983年11月15日）- 飴屋
    - 第8話「風流五三の桐変化」（1983年12月6日） - 忍者集団の頭 → 家臣（二役）
    - 第12話「風流蛇女騒動記」（1984年1月10日）- 川口屋の手下の浪人
    - 第21話「母恋草」（1984年3月13日）- 上島丹波
    - 第25話「独りぼっちの草笛」（1984年5月8日） - 中盆 → 家臣（二役）
    - 第27話「仇花、風に舞う」（1984年6月5日） - 忍び
    - 第28話「月夜の闇退治」（1984年6月19日） - 浪人
    - 第30話「剣客有情」（1984年7月3日）- 賞金稼ぎの浪人3人組の一人
    - 第31話「日陰に咲く花」（1984年7月24日） - 旗本の家臣
    - 第33話「影討ち」（1984年9月4日） - 江戸家老の家臣
    - 第34話「佐渡に輝く星一つ」（1984年9月18日）- 雲水
    - 第37話「いたずら小鳥」（1984年10月30日）
    - 第38話「風魔一族の陰謀」（1984年11月6日） - 金をとって逃げる一味
    - SP-3「柳生の陰謀」（1984年12月25日）- 中森軍兵衛
    - 第45話「瓦版始末記」（1985年1月8日）- 春木屋の用心棒（くちなわの以助の雇われ浪人）
    - 第46話「野盗秘聞」（1985年1月15日）
    - 第48話「疑惑の男」（1985年1月29日） - 用心棒
    - 第49話「命、売ります」（1985年2月5日）
    - 第52話「幻の母を見た」（1985年2月26日） - 江戸家老の家臣
    - 第54話「おれん慕情」（1985年3月12日）- 半助
    - SP-4「怨霊見参!長七郎、弟と対決」（1985年4月2日） - 柳生宗冬の配下 → 堀尾主膳の配下（二役）
    - 第58話「父娘のきずな」（1985年4月23日）
    - 第59話「反骨武士は死なず」（1985年4月30日） - 座敷を警備する家士
    - 第61話「寛永御前試合・竜、立て！」（1985年5月14日） - 浪人
    - 第62話「ふたり玉三郎」（1985年5月21日） - 江戸家老の家臣
    - 第63話「おふくろさんよ…」（1985年5月28日）- 浪人
    - 第65話「たった一度のあやまち」（1985年6月18日）
    - 第70話「泣くな!寅」（1985年9月24日） - 家臣
    - SP-5「母は敵か!?正雪の陰謀」（1985年10月1日）- 由比正雪一味幹部（雲水の配下）
    - 第72話「稲妻に浮かぶ顔」（1985年10月22日） - 家臣
    - 第73話「大江戸警備隊始末」（1985年10月29日）- 盗賊一味の浪人
    - 第76話「おさとの災難」（1985年11月19日）- 宗元の手先の浪人・長井
    - 第79話「心はひとつ義兄弟」（1985年12月10日） - 奉行の家臣
    - 第80話「桔梗、花一輪」（1985年12月17日） - 旗本の家臣
    - 第81話「鬼の目に涙」（1985年12月24日） - 八百屋
    - 第83話「当世母親気質」（1986年1月14日） - 若年寄の家臣
    - 第85話「標的になった男」（1986年1月28日） - 盗賊団の浪人
    - 第87話「夫婦せんべい」（1986年2月11日） - 儀平の手下
    - 第91話「別れ道」（1986年3月11日）- 勘太
    - 第100話「牛さんの縁談」（1986年5月27日） - 旗本の家臣
    - 第105話「風の噂の風小僧」（1986年7月29日） - 南条の家来
    - 第106話「泣くな山鳩」（1986年9月2日） - 江戸家老の家臣
    - 第107話「とんぼ、ないた」（1986年9月16日）- 浪人
    - 第108話「裏町恨み唄」（1986年9月30日） - 用心棒
    - 第109話「黒髪情話」（1986年10月14日） - 地回りの一人
    - 第112話「お嬢様どこに？」（1986年11月4日） - 人足 → 家臣 → 行商人（三役）
    - 第114話「なまくら新兵衛」（1986年11月18日）- 犬伏源造
    - 第116話「天狗におびえる街」（1986年12月9日） - 鉄平（天狗の手先）

  - 第2シリーズ（1988年 - 1989年）
    - 第3話「帰ってきた逃亡者」（1988年1月26日） - 家老の家臣
    - 第5話「仇討ちという殺人」（1988年2月9日）
    - 第8話「人斬り数え唄」（1988年3月1日） - 目付の家来
    - 第10話「母ひとり旅」（1988年3月15日） - 夢楽堂の客
    - 第13話「老兵は死なず」（1988年4月26日） - 向井一角
    - 第16話「小鳥を愛した少年」（1988年5月24日） - 用心棒
    - 第17話「夫婦飛脚・恋の綱引」（1988年6月14日） - 御側衆の家来
    - 第19話「妻こそ我が命」（1988年7月5日） - 浪花屋の用心棒
    - 第27話「千切れ雲、縁の旅」（1988年10月18日） - 旗本の家臣
    - 第29話「辰の赤ん坊」（1988年11月1日）
    - 第30話「待ちわびて千鳥橋」（1988年11月8日） - 勘定吟味役の家臣
    - 第32話「おれんの逆襲」（1988年11月22日） - 旗本の用人「ゴウダ」
    - 第35話「牛吉の純情」（1988年12月13日） - 下っ端
    - SP-4「ふたり長七郎・京の舞」（1988年12月27日）
    - 第42話「まかない屋おりき」（1989年2月14日） - 御側衆稲葉の家臣
    - 第44話「少女の叫び」（1989年2月28日） - 家老の家臣
    - 第53話「下総一ノ瀬変り桝」（1989年6月20日） - 家老の家臣（剣を構える家士）
    - 第58話「影のある女」（1989年8月22日） - 勘定奉行の家臣
    - 第61話「長寿のご利益」（1989年9月12日） - 旗本の家臣

  - 第3シリーズ（1990年 - 1991年） - OPに出演（侍）
    - 第4話「ひとつぶの銀」（1990年11月6日） - 地回り（辰巳屋配下のチンピラ・やくざ金山一家の一人）
    - 第8話「十手も刀も捨てて」（1990年12月4日） - 先生方
    - 第9話「赤猫が踊った日」（1990年12月11日） - 桑原（長崎屋の用心棒）
    - 第12話「居候は暴れん坊」（1991年1月15日） - 江戸家老の家臣
    - 第13話「兄妹芝居涙の花道」（1991年1月22日）
    - 第14話「雪に舞うわらべ唄」（1991年1月29日） - 旗本の家臣
    - 第15話「辰が惚れた女」（1991年2月5日） - 浪人
    - 第27話「奇怪なり葵の香炉」（1991年6月4日） - 江戸家老の家臣
    - 第30話「十手子守歌」（1991年6月25日） - 太田源吾
- 弐十手物語 第7話「顔のない悪魔」（1984年、フジテレビ）
- 年末時代劇スペシャル（日本テレビ / ユニオン映画）
  - 忠臣蔵（1985年12月30日、12月31日）
    - 前篇「君、怒りもて 往生を遂ぐ」]- 浅野内匠頭長矩の介錯人
    - 後篇「我一死もて大義に生く」- 吉良上野介義央の付け人

  - 五稜郭（1988年12月30日 - 31日） - 野村利三郎
  - 田原坂（1987年12月30日 - 31日） - 野村忍介
- 12時間超ワイドドラマ「徳川風雲録 御三家の野望」 第9話「大奥の罠! 悲恋夢芝居」（1985年1月2日、テレビ東京） - 辰巳屋儀兵衛
- TBS大型時代劇スペシャル（TBS）
  - 太閤記（1987年1月1日） - 豊臣秀吉の家臣
  - 坂本龍馬（1989年3月31日）
- 傑作時代劇（1987年、テレビ朝日）
  - 半七捕物帳「十手無用の仮面舞踏会」（1987年4月9日）
  - かるわざ剣法（1987年4月30日） - 兵頭道場門弟
  - 泥棒と若殿「愛の共同生活 涙の別れ」（1987年5月7日）
  - 町奉行日記「単身赴任、本日も出社せず」（1987年5月21日）
  - 天下の御意見番罷り通る!彦左衛門外記（1987年9月10日）
- 若大将天下ご免!（1987年、テレビ朝日 / 東映）
  - 第4話「悲しい舟を漕ぐ女!」 - ヒデ
  - 第9話「天までとどけ母子鷹!」 - 浪人者
  - 第18話「復讐、涙の花嫁衣装!」 - 柏原
  - 第24話「初恋探し上州路!」 - 浪人（一）
  - 第34話「殺しの調べを弾く女!」 - 配下（一）
- 三匹が斬る!シリーズ（1987年 - 1995年、テレビ朝日 / 東映）
  - 三匹が斬る!（1987年 - 1988年）
    - 第1話「十萬両！ここが名代の浮世風呂」（1987年10月22日）
    - 第2話「花一輪 雨も上がるか中仙道」（1987年10月29日） - 逸見の配下
    - 第6話「鬼と呼ぶ男に惚れて薄化粧」（1987年11月26日） - 弥八
    - 第12話「信濃路は 鯉や鯉やで 恋わずらい」（1988年1月12日） - 浪人
    - 第15話「信玄の亡霊見たか おしゃれ鳥」（1988年2月4日） - 浪人
    - 第19話「春一番!旗本三悪人ころし節」（1988年3月17日） - 盗賊（庄屋の押し込み強盗）

  - 続・三匹が斬る!（1988年 - 1989年）
    - 第2話「雇われの、三日亭主で剣難女難!」（1988年12月8日） - 太田監物の家臣
    - 第4話「お七様のイジメが元で不倫妻」（1988年12月22日） - 七里飛脚
    - 第6話「御神水 飲んで飲まれて悪徳商法」（1989年1月19日） - 蝮の弥市
    - 第10話「浜千鳥、幻の父恋しオルゴール」（1989年2月23日）
    - 第11話「獅子舞の童が聞いた子守唄」（1989年3月2日） - かご屋
    - 第18話「さらば三匹 今宵大江戸の露と消ゆ!?」（1989年5月11日） - 木戸の配下

  - 続続・三匹が斬る!（1990年）
    - 第1話「帰って来た三匹!九州路 取るは天下か はたまた夢か」（1990年1月4日） - 用心棒　
    - 第2話「若君とチンと松茸、草の根分け探し出せ」（1990年1月11日）
    - 第4話「壺が割れ、正体見えた逃亡者」（1990年1月25日）
    - 第5話「謎の邪馬台国! 王冠を守る霊感美女」（1990年2月8日） - 源造の配下 → 町人（二役）
    - 第7話「まぼろしの父が恋しい夢芝居」（1990年2月22日） - 巳之吉 → 奉行の家臣（二役）
    - 第8話「二刀流、子孫は今じゃ二枚舌！」（1990年3月1日） - 西海屋の用心棒
    - 第9話「消えた花嫁、悪女が走る風の中」（1990年3月8日）
    - 第12話「謎の幽霊船、鬼も泣いたか島原哀歌」（1990年4月26日）
    - 第14話「悪虐の僧と添い寝の花一輪」（1990年5月10日）
    - 第16話「お茶壺が女を泣かす鬼街道」（1990年5月24日）
    - 第17話「花嫁の首恋しや妖怪鬼八」（1990年5月31日）
    - 第19話「さらば三匹、消えた七番目の隠密」（1990年6月28日）

  - また又・三匹が斬る!（1991年）
    - 第5話「悪の華、散らせて見せます美保の関」（1991年5月16日）
    - 第9話「湯煙り血煙り咲いた女の三度笠」（1991年6月20日） - 巳之吉（九頭竜一家の手下）
    - 第15話「お立会い!煮ても焼いても食えぬ奴」（1991年8月29日） - 宿屋の泊まり客 → 役人（二役）
    - 第21話「さらば三匹、今宵お命頂戴す!!」（1991年10月24日） - 石翁の部下・権堂

  - 新・三匹が斬る!（1992年 - 1993年）
    - 第2話「妖怪の美女に惚れたら命がけ」（1992年7月23日） - 次席家老の家臣
    - 第4話「お相手申す、今宵限りの算盤剣法」（1992年8月20日） - 家老の家臣
    - 第6話「幸運の、汗かき阿弥陀が血を流す」（1992年9月10日） - 家臣
    - 第14話「金儲けのイロハ指南に賭けた首」（1992年12月3日） - 役人
    - 第17話「母恋し、狐涙の妖怪変化!」（1993年1月21日） - 佐々木の配下

  - ニュー・三匹が斬る!（1994年）
    - 第6話「艶姿!度胸で渡す大井川」（1994年2月10日）
    - 第11話「女ねずみ、不老長寿の秘薬が消えた!」（1994年3月17日） -  漁火の権次
    - 第16話「秘境で会った七百年前の亡霊」（1994年5月26日） - 大目付配下の捕り方

  - 痛快・三匹が斬る! 第17話「噂の女と千両疵」（1995年8月17日） - 神門一家の用心棒
- 12時間超ワイドドラマ花の生涯 井伊大老と桜田門（1988年1月2日、テレビ東京） - 火焔坊
- 京都サスペンス「京都の祭りで人が死ぬ・鞍馬の火祭」（1988年10月10日放送、KTV系 / 東映） - ヤクザ
- ご存知!旗本退屈男シリーズ（テレビ朝日 / 東映）
  - ご存知!旗本退屈男II 薩摩に倒幕の謀反! 謎の南蛮船と能面武士の密書!!（1988年12月29日）
  - 旗本退屈男 天下御免の巨悪斬り! 大江戸に史上最大の危機迫る、花に嵐か?競艶三人の美女!（1994年1月3日）
- 風雲!真田幸村（1989年、テレビ東京 / 東映）
  - 第1話「家康お命頂戴！陰謀を斬る必殺六文銭！」 - 忍者
  - 第17話「若き隠密 薩摩の火祭り」 - 後藤法眼
  - 第22話「逆襲! 信州上田城の怪忍者」 - 汐見陣内
- 翔んでる!平賀源内（1989年、TBS / C.A.L）
  - 第3話「浮世絵阿片地獄」（1989年5月22日） - 材木商の用心棒（浪人）
  - 第4話「口中爽やか嗽石香」（1989年5月29日） - 浪人
  - 第7話「蜆売りは恋の辻占」（1989年6月19日） - 伊勢屋藤右衛門の子分
  - 第9話【旅編】「殺意が潜む大井川」（1989年7月3日） - 虚無僧（内藤玄蕃の配下）
- 八百八町夢日記（1989年 - 1992年、日本テレビ / ユニオン映画）
  - 第1シリーズ（1989年 - 1990年）
    - SP-1「夢を追って」（1989年10月10日） - 用心棒の先生
    - 第2話「命を賭けて」（1989年10月24日） - 捕り方 → 家来（二役）
    - 第4話「空蝉が飛んだ」（1989年11月7日） - 用心棒の先生
    - 第6話「女賊の恋」（1989年11月21日） - 子分
    - 第7話「闇の顔役」（1989年11月28日） - 捕り方
    - 第10話「おりん慕情」（1989年12月19日） - 小田島の家来
    - 第11話「夫婦舟浮き沈み」（1990年1月9日）
    - 第12話「最後の賭け」（1990年1月16日） - 木下の配下
    - 第14話「ねの字小僧参上」（1990年1月30日） - 駕籠屋
    - 第18話「最後の涙」（1990年2月27日） - 鎌田重蔵
    - 第26話「夢之介が殺した女」（1990年5月29日） - 刺客（浪人）
    - 第28話「片思い恋の絵草紙」（1990年6月19日）
    - 第29話「次郎吉花火」（1990年7月3日） - 饅頭屋の客
    - 第31話「夏の嵐」（1990年7月24日） - 用心棒
    - 第32話「信玄谷の忍び花」（1990年8月14日） - 陣場の配下
    - SP-4（最終回スペシャル）「おりん無惨!今蘇る関ヶ原の戦い」（1990年10月2日） - 浪人

  - 第2シリーズ（1991年 - 1992年）
    - SP-1「みちのく忠臣蔵」（1991年10月8日） - 藩士
    - 第1話「偽りの花嫁」（1991年10月15日） - 猫八
    - 第4話「春遠からじ」（1991年11月5日） - 博打を打つ男
    - 第5話「男泣き、別れ町」（1991年11月12日） - 大工
    - 第7話「灯明台の灯を守れ」（1991年11月26日） - 浪人
    - 第12話「哀しみの刺客」（1992年1月14日） - 仙十郎
    - 第14話「うたかたの晴れ着」（1992年1月28日） - 侍
    - 第15話「泣くな、真四郎」（1992年2月4日） - 藩士
    - 第24話「密造酒を追え！」（1992年6月9日） - 寺社奉行の家来
    - 第29話「見えぬ疫病神」（1992年7月21日） - 銃隊
    - 第31話「女泥棒の悪い癖」（1992年8月18日）
    - 第32話「夢之助が賭けた男」（1992年8月25日） - 若狭越中守の家来
    - 第33話「壺ふり女医者」（1992年9月1日） - 役所の人
- 里見浩太朗 時代劇スペシャル「樅ノ木は残った」（1990年1月2日、NTV） - 刺客
- 風流太平記 「密命」（1990年、NTV/東映） - 下級藩士
- お江戸捕物日記 照姫七変化 第9話「謎の盗賊大集合!」（1990年、CX / 東映）
- あばれ八州御用旅（1990年 - 1992年・1994年、テレビ東京 / ユニオン映画）
  - 第1シリーズ（1990年）
    - 第2話「非情・黒田槍」（1990年4月20日）
    - 第4話「巨悪の罠！消えた隠し金山を探れ!!」（1990年5月4日） - 駕籠舁き
    - 第13話「白頭巾危機一髪！」（1990年6月29日） - 境

  - 第2シリーズ（1991年） - OPに出演（侍 → 忍者（二役））
    - 第1話「姫君抹殺指令！対決！白頭巾VS黒爪根来衆」（1991年4月19日）
    - 第2話「みちのく母娘旅」（1991年4月26日）
    - 第6話「地獄へ送る一万両」 - 勘定奉行の家臣（1991年5月24日）
    - 第7話「上州からっ風怨み節」（1991年5月31日） - 峰岡藩士
    - 第9話「隠密無残！骨箱の謎」 - 勘定役頭取の家臣（1991年6月14日）
    - 第10話「もち肌の女 連続殺人事件」（1991年6月21日） - 浪人
    - 第19話「女渡世人 緋牡丹お絹」（1991年8月23日） - 阿久津

  - 第3シリーズ（1992年）
    - 第1話「帰ってきた白頭巾!仇討 人情に泣く女」（1992年7月10日） - 西浦十蔵
    - 第2話「てるてる坊主が泣いている」（1992年） - 代官の家来
    - 第4話「風が泣いた宿場の女」（1992年） - 代官の家士
    - 第8話「川止め、足止め、地獄越え！」（1992年） - 船から降りてくる旅人
    - 第11話「野州路の女 涙あふれて思い川」（1992年） - 松井
    - 第12話「清水の次郎長を叩っ斬れ！」（1992年10月2日）

  - 第4シリーズ（1994年）
    - 第2話「狼たちの哀歌！疑惑の賞金首」（1994年4月15日） - 城代の部下
    - 第3話「悲恋の行方！欺かれた八州廻り」（1994年4月22日） - 漁師 → 陣屋の侍（二役）
    - 第4話「濡れ衣 母子流転の旅」（1994年4月29日） - 代官所の人数
    - 第5話「人情峠の遠い春」（1994年5月6日） - 用心棒
    - 第6話「鬼の首の弥藤次」（1994年5月13日） - 砂金場の人夫
- 将軍家光忍び旅（1990年 - 1993年、テレビ朝日 / 東映）
  - 将軍家光忍び旅（1990年 - 1991年）
    - 第2話「父ちゃんの海を返せ！」 - 浪人(一)（雇われ浪人）
    - 第4話「暗雲なびく女狐の湯」 - 忍者
    - 第8話「母恋い街道小さな目撃者」 - 座長（一座の座長）
    - 第9話「心優しい暗殺者」 - 代官の配下
    - 第11話「峠に吹いた地獄風」 - 手下
    - 第13話「決闘！子の刻参上」 - 郡奉行の家臣
    - 第14話「浜松、女郎の仇討ち」 - 道場に通う藩士
    - 第17話「とんだ埋蔵金騒動」 - 里人 → 赤星の配下（二役）
    - 第18話「茶碗一つで天領を狙う悪商人！」 - 雇われ浪人（壺振りをする人）
    - 第19話「家光が用心棒？桑名の宿の仇討ち！」 - 藩士の下っ端

  - 将軍家光忍び旅II（1992年 - 1993年）
    - 第1話「暗雲ただよう中山道！家光を狙う妖しい美女と謎の黒幕！」（1992年10月3日） - 無幻斉の配下 → 警護の役人 → 浪人（三役）
    - 第5話「父と娘が守る無法の街！」 - 藩士
    - 第6話「妻籠哀しや！おさと観音」 - 代官所の役人
    - 第9話「鳥居峠 葵の印籠を持った女」 - 忍び
    - 第11話「復讐を誓うかりそめの親娘」 - 警固兵
    - 第13話「和田峠、赤ん坊と将軍さま」 - 無幻斉の手下の下っ端
    - 第14話「名馬危うし！望月牧場の黒い罠」 - 家老の介錯人
    - 第15話「小諸城の危機 偽将軍と偽殿様」 - 先生
    - 第16話「軽井沢、旗本五千石を敵と狙う女」 - 御家人
    - 第17話「絹の村、引き裂かれた夢」 - 雇われ浪人
    - 第20話「情け無用、鉄火女の熊谷宿」 - 口入屋の手下 → 代官の配下（二役）
- 秋の時代劇SP「忠臣蔵外伝 薄桜記」（1991年、TX / 杉友）
- 半七捕物帳（1992年 - 1993年、日本テレビ / ユニオン映画）
  - 第4話「八丁堀友情の十手」（1992年11月3日） - 捕り方
  - 第5話「十五年目の悲願」（1992年11月10日） - 富田屋の用心棒
  - 第7話「ろくでなし」（1992年11月24日） - 大工 →  駕籠舁き → チンピラ（三役）
  - 第8話「十手を憎んだ女」（1992年12月1日） - 用心棒
  - 第12話「艶姿 隼小僧参上」（1993年1月12日） - 用心宅の家士 → 口入れ屋の人足（二役）
  - 第14話「折り鶴の女」（1993年1月26日） - 役人 → チンピラ（二役）
  - 第16話「悲しみ色の女」（1993年2月9日） - 職人仲間
  - 第18話「十手無情恋しぐれ」（1993年2月23日） - 御家人
  - 第19話「半七危機に立つ！」（1993年3月2日） - 役人
- 四匹の用心棒 (4) かかし半兵衛ひとり旅（1992年、ANB / 東映） - 捨吉
- 闇を斬る!大江戸犯科帳（1993年、日本テレビ / ユニオン映画）
  - 第1話「闇奉行誕生」（1993年3月9日） - 忍び
  - 第6話「忠義よりも武士道よりも」 - 藩士
  - 第8話「雪姫ご乱行」 - 浪人
  - 第10話「江戸城御金蔵を狙え」 - 三島の配下
  - 第12話「鬼の棲む島 夢の島」 - 浪人
  - 第14話（SP）「筆頭老中への陰謀」 - 踊り手 → 若年寄・長谷部の家士 → 風魔の一員（三役）
  - 第19話「蛍大名」
- 殿さま風来坊隠れ旅（1994年、テレビ朝日 / 東映）
  - 第2話「命も売ります!大名行列あと始末」 - 賭場の中盆
  - 第3話「仇討ち大好き!殿、ご乱心」
  - 第4話「日本一の殿様宣言」
  - 第6話「おらんだ遊女の夢」 - 踊る男のリーダー
  - 第8話「治之進、一世一代の恋」 - 代官の家来
  - 第9話「世にも高貴な用心棒!」 - 衛士（渡世人）
  - 第12話「二人の夫を持つ女」 - 捕り方 → 城代の家臣」（二役）
  - 第14話「女剣豪 赤頭巾ちゃんの冒険」 - 浪人
  - 第17話「わがままナマイキ松平定信」
  - 第19話「惚れたらダメよ 極道のお嬢様」 - チンピラの手下 → 勘定奉行の家士（二役）
- 江戸の用心棒（1994年 - 1996年、日本テレビ / ユニオン映画）
  - 江戸の用心棒（1994年 - 1995年）
    - 第2話「ガマの油とブリ大根」（1994年） - 町人 → 出羽屋の用心棒（二役）
    - 第4話「金貸し婆の最期の一両」（1994年） - 門弟
    - 第6話「馬の脚、めざし一匹三千両」（1994年） - 大場陣十郎（藤堂の家来）
    - 第17話「花の吉原人斬り魔」（1994年） - えびす屋の妓夫太郎の一人 → 米川の家士（二役）
    - 第19話「走れ！夜逃げ屋」（1994年） - ごろつき → 家士（一人二役）
    - 第21話「赤さび侍 夫婦の絆」（1995年） - 首切り役
    - 第22話「女形と賞金首」（1995年） - 野田彦六
    - 第25話「身代り清三郎、鬼になる！」（1995年） - 岡っ引き
    - 第26話「千両箱が消えていく」（1995年） - 下っ引

  - 江戸の用心棒II（1995年 - 1996年）
    - 第1話「命を賭けた鬼与力」（1995年10月17日） - 静山のお供
    - 第2話「将軍吉宗の古証文」（1995年10月24日） - 用心棒の先生
    - 第8話「髪結いの亭主で候」（1995年） - 賊の一味
    - 第10話「大江戸ゴミ騒動」（1995年） - 備前屋の手下（ごろつき）
    - 第12話「女は度胸の珍商売」（1996年） - 凶賊の一人
    - 第14話「悪のからくり草紙」（1996年） - 大工 → 目付の家来（二役）
    - 第15話「縁談アリ地獄」（1996年） - 本庄の家来
    - 第16話「危うし！朝霞清三郎」（1996年） - 勘定奉行の家臣
- あばれ医者嵐山（1995年、テレビ東京 / ユニオン映画）
  - 第2話「日陰の女」（1995年10月16日） - 助五郎
  - 第3話「あばずれ純情伝」（1995年10月23日） - 配下
- 快刀!夢一座七変化 第12話「幻の集団 怪盗七福神現わる」（1997年2月13日、テレビ朝日 / 東映）
- 南町奉行事件帖 怒れ!求馬シリーズ（1997年 - 2001年、TBS / C.A.L）
  - 南町奉行事件帖 怒れ!求馬（1997年 - 1998年）
    - 第4話「密命帯びた男の剣」（1997年11月24日） - チンピラ
    - 第5話「騙されつづけた女」（1997年12月1日） - 同心
    - 第6話「消えた女囚」（1997年12月8日） - 浪人A
    - 第9話「親子引き裂く贋小判」（1998年1月5日） - チンピラ
    - 第10話「お見合い誘拐事件」（1998年1月12日） - 雇われ浪人の頭
    - 第11話「肥前守暗殺！」（1998年1月19日） - 用心棒の浪人
    - 第13話「求馬危うし！」（1998年2月2日） - 大工 → 刺客（二役）

  - 南町奉行事件帖 怒れ!求馬II
    - 第2話「泣きぼくろの女」（1999年11月8日） - 凶賊の用心棒
    - 第4話「女将と泥棒 味な対決」（1999年11月15日） - 手下
    - 第10話「江戸から米が消えた！」（2000年1月10日） - 上方にも江戸にもいる用心棒
    - 第17話「すべてを賭けて守るもの」（2000年2月28日） - 用心棒 → 通行人（二役）

  - 大江戸を駈ける!（2000年 - 2001年）
    - 第2話「殺された純情」（本所）（2000年12月4日） - 用心棒の浪人
    - 第3話「明日なき暴走」（元鳥越）（2000年12月11日） - 用心棒の先生
    - 第6話「狙われた休日」（浅草）（2001年1月15日）
    - 第13話「はめられた名奉行」（御成門）（2001年3月5日） - 浪人
    - 第15話「正義の剣よ永遠に」（高輪）（2001年3月19日） - 因循重臣（回想シーン）
- 隠密奉行朝比奈（1998年 - 1999年、フジテレビ / 東映）
  - 第1シリーズ
    - 第1話「桜島に消えた割符」
    - 第2話「萩焼きの女 秋吉台の決闘」
    - 第3話「山形蔵王 世継ぎをさがせ」
    - 第4話「信濃路逃避行 狙われた姫君」
    - 第9話「近江路 遺書を運ぶ女」

  - 第2シリーズ
    - 第1話「南国土佐 よみがえる海賊船」
    - 第2話「讃岐丸亀 女のいない町」
    - 第4話「復讐の紋様 唐津絵皿は語る」
    - 第5話「伊予松山 姫さまと無理心中」 - 中林元兵衛
    - 第6話「逃げる女 鳥取砂丘の決闘」
    - 第9話「長崎平戸 森に潜む魔人」
    - 第10話「朝比奈暗殺計画」
- 月曜ドラマスペシャル「京都花づくし殺人事件」（1998年7月6日、TBS） - 宮内
- 影武者徳川家康（1998年、テレビ朝日） - 首切り役人
- びんぼう同心御用帳 第7話「娘義太夫」（1998年、テレビ朝日 / 東映） - 黒田
- 痛快!三匹のご隠居 第5話「娘を捨てた母 越すに越されぬ大井川」（1999年11月18日、テレビ朝日 / 東映） - 高崎右近
- 連続テレビ小説 「オードリー」 第12回 （2000年10月14日、NHK）
- 旗本退屈男（2001年、フジテレビ / 東映）
- オヤジ探偵2（2001年、テレビ朝日・東映） - 刑事
- 京都迷宮案内シリーズ（テレビ朝日 / 東映）
  - 京都迷宮案内2 第1話「涙の絶唱!! 亡き美女を恋うる歌」（2000年1月20日） - 野次馬
  - 京都迷宮案内3
    - 第2話「だまされた事件記者！壊れた京豆腐の秘密」（2001年） - 電話するトラック運転手
    - 第18話（2001年） - 福本清三（本人役）

  - 京都迷宮案内4 第8話「喪服の女・連続香典泥棒に秘められた謎！」（2002年） - 香典泥棒
  - 新・京都迷宮案内3 第3話「鬼母と言われた女! 保険金疑惑?消えた兄妹の謎」（2006年 テレビ朝日） - タクシー運転手
- 京都殺人案内（テレビ朝日・朝日放送） - 京都府警捜査4課課長
- 子連れ狼 第3部（2002年 - 2004年、テレビ朝日 / 東映）
- 火曜時代劇「夜桜お染」第3話「姫君と浪人」（2003年、フジテレビ）
- イケメン新選組 激闘!! 池田屋騒動 （ドラマ部分）（2004年6月6日、KBS）
- 最後の忠臣蔵 （2004年、NHK）
- 年末時代劇特別企画 「徳川綱吉 イヌと呼ばれた男」（2004年12月28日、フジテレビ）
- 新春ワイド時代劇 「国盗り物語」第三部「信長 桶狭間の戦いから天下布武の道」（2005年1月2日、テレビ東京） - 春日丹波守
- 銭形平次2 第4話「涙の絆！罠に墜ちた万七一家！！」
- NHK大河ドラマ 「功名が辻」（2006年、NHK） - 今川義元の老臣
- 名奉行! 大岡越前 第2シリーズ 第3話「仇を追って40年…男と女、愛と憎しみのお白州！」（2006年5月2日） - 宮部市之丞
- 金曜エンタテイメント「踊る!親分探偵 京都阿波踊り殺人事件」（2006年9月22日、フジテレビ） - 本人役
- 太閤記〜天下を獲った男・秀吉 第1話「天下を獲った男・秀吉〜ニッポンを変えた武将」（2006年、テレビ朝日）
- はんなり菊太郎〜京・公事宿事件帳〜 最終話「おかえり菊さん」（2007年、NHK） - 三嶋源内
- よろずや平四郎活人剣（2007年 テレビ東京・松竹） - 奥田伝之丞
- 刺客請負人 第1話「その浪人凄腕につき松葉刑部登場〜孤臣〜殺しの的は大名の姫」（2007年、テレビ東京・松竹）
- 獣拳戦隊ゲキレンジャー 修行その33（2007年 テレビ朝日） - 清水一学
- 天と地と（2008年、テレビ朝日） - 長尾俊景
- 幻十郎必殺剣 第6話「消えた逃亡者」（2008年、テレビ東京）
- 月曜ゴールデン 「狩矢警部シリーズ」（TBS）
  - 京都阿修羅王殺人事件（2008年4月14日） - 本人役
  - 京都香道殺人事件（2012年11月19日）
- 密命 寒月霞斬り 第3話「剣士」（2008年5月、テレビ東京）
- 土曜ワイド劇場「京料理殺人事件」（2008年5月24日、テレビ朝日） - 斬られ役専門のベテラン時代劇俳優
- 柳生一族の陰謀（2008年10月、テレビ朝日）
- 主水之助七番勝負〜徳川風雲録外伝〜（テレビ東京）
  - 第1話「剣鬼・人面狼之助」（2008年10月20日）
  - 第4話「死神剣 壱岐」（2008年11月10日）
  - 第7話「剣鬼主水之助対善鬼」（2008年12月8日）
- 京都地検の女5（2009年、テレビ朝日） - 成増清一
- メイド刑事（2009年、テレビ朝日）
  - Mission1 - 玉村の子分
  - Mission8 - 鶴田亀吉
- だましゑ歌麿（2009年、テレビ朝日）
- その男、副署長 Season3 第3話（2009年10月、テレビ朝日） - ラーメン屋「太郎」主人
- 新春ワイド時代劇柳生武芸帳（2010年1月、テレビ東京） - 矢田部の配下
- 仮面ライダーW 第29話（2010年、テレビ朝日） - 櫓の久蔵
- 警視庁取調官 落としの金七事件簿 （2010年5月29日、テレビ朝日）
- 女刑事みずき〜京都洛西署物語〜 SP（2010年6月24日、テレビ朝日） - 森田千次
- 2夜連続 松本清張スペシャル 球形の荒野（2010年11月27日、フジテレビ） - 政治団体会長
- 遺恨あり 明治十三年 最後の仇討（2011年2月26日、テレビ朝日） - 裁判所守衛
- 松本清張ドラマスペシャル 「砂の器」 第一夜（2011年9月10日、テレビ朝日） - 造り酒屋の職人
- 逃亡者 おりん2（2012年1月-3月、テレビ東京） - 酉兜幽玄
- 松本清張没後20年特別企画 ドラマスペシャル 波の塔（2012年6月23日、テレビ朝日） - タバコ屋の主人
- BS時代劇 雲霧仁左衛門 第2回「子分の破門」（2013年10月11日、BS-P） - とみやの主人
- BS時代劇 大岡越前 第8話「噂の女」（2014年1月17日、NHK BSプレミアム） - 猿橋の五郎次
- 鬼平外伝 老盗流転（2014年） - 立場の久六
- ぼんくら（2014年） - 富平
- 大江戸捜査網2015〜隠密同心、悪を斬る!（2015年1月2日、テレビ東京系、新春ワイド時代劇） ※クレジットには未登場
- 妻と飛んだ特攻兵（2015年） - 佐々木民夫
- 京都人情捜査ファイル 第3話（2015年5月14日、テレビ朝日） - 布施五郎
- 遺留捜査（2018年） - 豊川直彦
- スローな武士にしてくれ〜京都 撮影所ラプソディー〜（2019年3月23日、NHK BSプレミアム） - 頭目浪人
- 科捜研の女 （テレビ朝日）
  - SEASON19 第13話（2019年8月15日） - 松宮智和
  - SEASON19 第33話（2020年3月12日） - 本多嘉壱
- 日曜プライム おかしな刑事 第24作 京都スペシャル2（2020年9月20日、テレビ朝日） - 福本清三（本人） 役[21]
- 無用庵隠居修行4（2020年） - 万蔵
- スペシャル時代劇 十三人の刺客 （2020年11月28日、NHK BSプレミアム / NHK BS4K） - 師範代

### オリジナルビデオ
- 超忍者隊イナズマ!（2006年、東映ビデオ、東映太秦映画村30周年記念作品）

### ネット配信
- BLACKFOX:Age of the Ninja（2019年10月5日） - 妖術師 役[22]

### テレビ番組
- にんげんドキュメント「斬られ役 〜大部屋俳優58歳の心意気〜」（2001年、NHK総合）[注釈 2]
- クエスト〜探求者たち〜「東映剣会 17人のラストサムライ」（2009年、WOWOW）
- 極上の京都〜京都人の案内する本物の京都〜（2012年10月1日 - 2014年9月28日、KBS京都） - ナレーター
- UZUMASAの火花 〜映画村、京都・太秦に異国の風吹く〜（2014年1月9日、NHK BSプレミアム）

### ゲーム
- 悪代官3（2007年、グローバル・A・エンタテインメント） - 用心棒の先生（実写パート）・痩せ浪人/素浪人/先生（ゲーム内キャラクター）、本人役[注釈 3]
- パチンコCR逃亡者おりん （2009年、サミー） - 勝蔵

### CM
- 平和（2006年） - 落ち武者 役
- サントリーボス（2008年4月-放映）
- Wii Sports Resort（2009年6月-放映）「岡村隆史 VS 福本清三」編：ゲーム中にあるチャンバラ・居合い斬りでナインティナインと共演。
- 日清食品「日清カップヌードル 現代のサムライ篇」（2014年4月-放映）[23]
- ファンケル「えんきん」（サプリメント）（TV通販CM。重田千穂子、筒井櫻子と共演）

## 著書ほか
- 『どこかで誰かが見ていてくれる ―日本一の斬られ役・福本清三』創美社（2001年11月）、ISBN 4420310030。集英社文庫（2003年12月）、ISBN 4087476510
- 『おちおち死んでられまへん ―斬られ役ハリウッドへ行く』創美社（2004年4月）、ISBN 4420310073。集英社文庫（2007年7月）、ISBN 4087461920
各・小田豊二による聞き書きでの共著
- 京都太秦行進曲 〜斬られ屋一代〜（原案、土山しげる 漫画、リイド社、2003年12月）、ISBN 4845827107
- 福本清三 無心 ある斬られ役の生涯（写真集、大野裕之[注釈 4]編著、とっても便利出版部、2024年3月）、ISBN　4925095129